# Di sản thế giới hỗn hợp

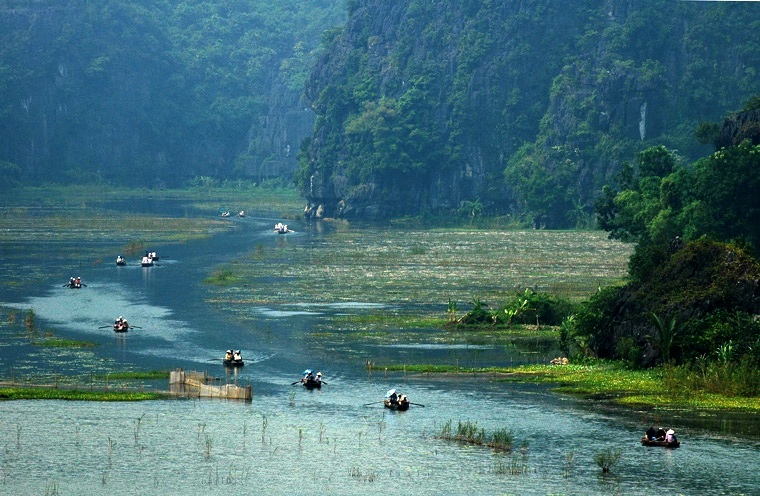
Quần thể danh thắng Tràng An hiện là di sản thế giới hỗn hợp duy nhất ở Việt Nam

Di sản thế giới hỗn hợp (hay di sản văn hóa và thiên nhiên thế giới) là một loại di sản thế giới kép, đáp ứng đủ cả hai yếu tố nổi bật về văn hóa và thiên nhiên. Một địa danh được công nhận là di sản thế giới hỗn hợp phải thỏa mãn ít nhất là một tiêu chí về di sản văn hóa (tiêu chuẩn i,ii,iii,iv,v,vi) và một tiêu chí về di sản thiên nhiên (tiêu chuẩn vii,viii,ix,x).

## Tổng quan
Tính đến hết năm 2023, UNESCO đã công nhận 40 di sản hỗn hợp trên tổng số 1172 di sản thế giới. Số lượng di sản hỗn hợp chỉ chiếm khoảng ~3,4% số lượng di sản thế giới. Nhiều di sản hỗn hợp từng được UNESCO công nhận từ 2 lần trở lên do bổ sung thêm tiêu chuẩn hoặc mở rộng diện tích. Chính là bởi trước khi trở thành di sản thế giới hỗn hợp, nhiều khu vực đã là một di sản thiên nhiên thế giới (như Khu bảo tồn Ngorongoro, Ohrid, Tassili n'Ajjer, Vườn quốc gia Tongariro) hoặc di sản văn hóa thế giới (như núi Thái Sơn, Thành cổ Maya và rừng Calakmul).
Trung Quốc và Úc là hai quốc gia có số lượng di sản hỗn hợp nhiều nhất với 4 địa điểm, tiếp theo là Peru, Mexico, Hy Lạp, Tây Ban Nha và Thổ Nhĩ Kỳ với hai địa điểm. Vùng hoang dã ở Tasmania của Úc và Thái Sơn của Trung Quốc là 2 di sản thế giới kép đáp ứng nhiều tiêu chuẩn nhất (7 tiêu chuẩn); trong khi đó, Vách đá Bandiagara; Tehuacán-Cuicatlán; Paraty và Ilha Grande-Văn hóa và Đa dạng sinh học; Vùng các hồ Willandra lại là 4 di sản hỗn hợp đạt ít tiêu chuẩn nhất (với chỉ 1 tiêu chuẩn về văn hóa và 1 tiêu chuẩn về thiên nhiên). Có hai di sản xuyên quốc gia là Pyrénées-Mont Perdu và Khu bảo tồn xuyên biên giới Maloti-Drakensberg. Quần thể danh thắng Tràng An (Ninh Bình) hiện là di sản hỗn hợp duy nhất ở Việt Nam và khu vực Đông Nam Á.

## Danh sách các di sản kép
| TT | Tên di sản hỗn hợp                                                                           | Quốc gia            | Năm công nhận | Tiêu chuẩn văn hóa      | Tiêu chuẩn tự nhiên   |
| -- | -------------------------------------------------------------------------------------------- | ------------------- | ------------- | ----------------------- | --------------------- |
| 1  | Khu bảo tồn Ngorongoro                                                                       | Tanzania            | 1979          | (iv)                    | (vii),(viii),(ix),(x) |
| 2  | Ohrid                                                                                        | Macedonia           | 1979          | (i),(iii),(iv)          | (vii)                 |
| 3  | Vườn quốc gia Tikal                                                                          | Guatemala           | 1979          | (i),(iii),(iv)          | (ix),(x)              |
| 4  | Vùng các hồ Willandra                                                                        | Úc                  | 1981          | (iii)                   | (viii)                |
| 5  | Vườn quốc gia Kakadu                                                                         | Úc                  | 1981          | (i),(vi)                | (vii),(ix),(x)        |
| 6  | Vùng hoang dã ở Tasmania                                                                     | Úc                  | 1982          | (iii),(iv),(vi)         | (vii),(viii),(ix),(x) |
| 7  | Khu bảo tồn lịch sử Machu Picchu                                                             | Peru                | 1983          | (i),(iii)               | (vii),(ix)            |
| 8  | Vườn quốc gia Göreme và khu núi đá Cappadocia                                                | Thổ Nhĩ Kỳ          | 1985          | (i),(iii),(v)           | (vii)                 |
| 9  | St Kilda                                                                                     | Anh                 | 1986          | (iii),(v),(vii)         | (ix),(x)              |
| 10 | Thái Sơn                                                                                     | Trung Quốc          | 1987          | (i),(ii),(iii),(iv),(v) | (vi),(vii)            |
| 11 | Vườn quốc gia Uluru-Kata Tjuta                                                               | Úc                  | 1987          | (v),(vi)                | (vii),(viii)          |
| 12 | Hierapolis-Pamukkale                                                                         | Thổ Nhĩ Kỳ          | 1988          | (iii),(iv)              | (vii)                 |
| 13 | Metéora                                                                                      | Hy Lạp              | 1988          | (i),(ii),(iv),(v)       | (vii)                 |
| 14 | Núi Athos                                                                                    | Hy Lạp              | 1988          | (i),(ii),(iv),(v),(vi)  | (vii)                 |
| 15 | Vách đá Bandiagara                                                                           | Mali                | 1989          | (v)                     | (vii)                 |
| 16 | Hoàng Sơn                                                                                    | Trung Quốc          | 1990          | (ii)                    | (vii),(x)             |
| 17 | Vườn quốc gia Rio Abiseo                                                                     | Peru                | 1990          | (iii),(vii)             | (ix),(x)              |
| 18 | Vườn quốc gia Tongariro                                                                      | New Zealand         | 1990          | (vi)                    | (vii),(viii)          |
| 19 | Tassili n'Ajjer                                                                              | Algeria             | 1992          | (i),(iii)               | (vii),(viii)          |
| 20 | Nga Mi Sơn cùng Lạc Sơn Đại Phật                                                             | Trung Quốc          | 1996          | (iv),(vi)               | (x)                   |
| 21 | Vùng đất Laponia                                                                             | Thụy Điển           | 1996          | (iii),(v)               | (vii),(viii),(ix)     |
| 22 | Pyrénées-Mont Perdu                                                                          | Pháp và Tây Ban Nha | 1997          | (iii),(iv),(v)          | (vii),(viii)          |
| 23 | Khu đa dạng sinh học ở Ibiza                                                                 | Tây Ban Nha         | 1999          | (ii),(iii),(iv)         | (ix),(x)              |
| 24 | Khu thắng cảnh Vũ Di Sơn                                                                     | Trung Quốc          | 1999          | (iii),(vi)              | (vii),(x)             |
| 25 | Khu bảo tồn xuyên biên giới Maloti-Drakensberg                                               | Nam Phi và Lesotho  | 2000          | (i),(iii)               | (vii),(x)             |
| 26 | Cảnh quan văn hóa và hệ sinh thái Lope-Okanda                                                | Gabon               | 2007          | (iii),(iv)              | (ix),(x)              |
| 27 | Papahānaumokuākea                                                                            | Hoa Kỳ              | 2010          | (iii),(vi)              | (viii),(ix),(x)       |
| 28 | Khu bảo tồn Wadi Rum                                                                         | Jordan              | 2011          | (iii),(v)               | (vii)                 |
| 29 | Quần đảo nam Palau                                                                           | Palau               | 2012          | (iii),(v)               | (vii),(ix),(x)        |
| 30 | Thành phố cổ đại của người Maya và Các khu bảo vệ rừng nhiệt đới của Calakmul                | Mexico              | 2014          | (i),(ii),(iii),(iv)     | (ix),(x)              |
| 31 | Quần thể danh thắng Tràng An                                                                 | Việt Nam            | 2014          | (v)                     | (vii),(viii)          |
| 32 | Các dãy núi Blue và John Crow                                                                | Jamaica             | 2015          | (iii)                   | (vi),(x)              |
| 33 | Vườn quốc gia Khangchendzonga                                                                | Ấn Độ               | 2016          | (iii),(vi)              | (vii),(x)             |
| 34 | Khối núi Ennedi: Cảnh quan văn hóa và thiên nhiên                                            | Tchad               | 2016          | (iii)                   | (vii),(ix)            |
| 35 | Ahwar Nam Iraq: Khu bảo vệ đa dạng sinh học và Quang cảnh sót lại của các thành phố Lưỡng Hà | Iraq                | 2016          | (iii),(v)               | (ix),(x)              |
| 36 | Tehuacán-Cuicatlán: Nơi sinh sống ban đầu của nền văn minh Mesoamerica                       | Mexico              | 2018          | (iv)                    | (x)                   |
| 37 | Pimachiowin Aki                                                                              | Canada              | 2018          | (iii), (vi)             | (ix)                  |
| 38 | Vườn quốc gia Chiribiquete                                                                   | Colombia            | 2018          | (iii)                   | (ix),(x)              |
| 39 | Paraty và Ilha Grande-Văn hóa và Đa dạng sinh học                                            | Brasil              | 2019          | (v)                     | (x)                   |
| 40 | Te Henua Enata – Quần đảo Marquesas                                                          | Pháp                | 2024          | (iii), (vi)             | (vii), (ix), (x)      |

## Hình ảnh

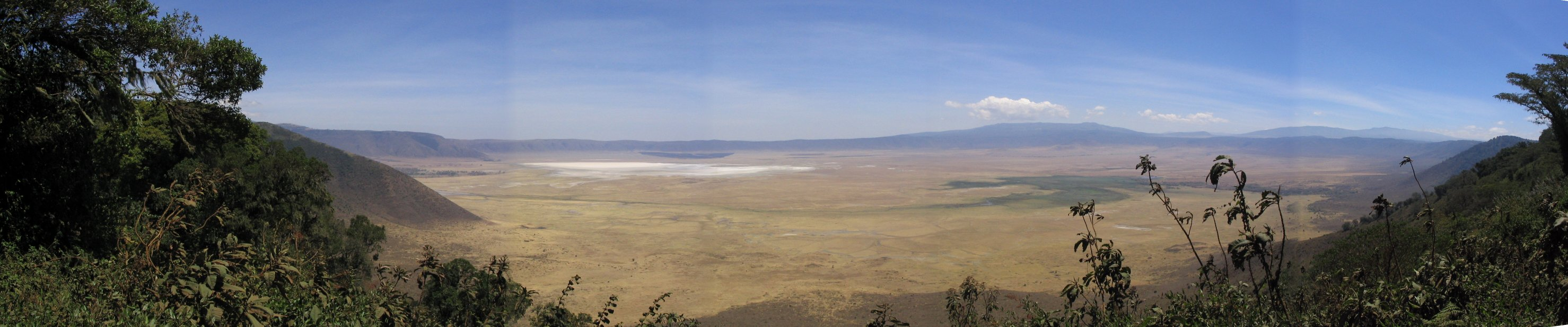
Khu bảo tồn Ngorongoro ở Tanzania
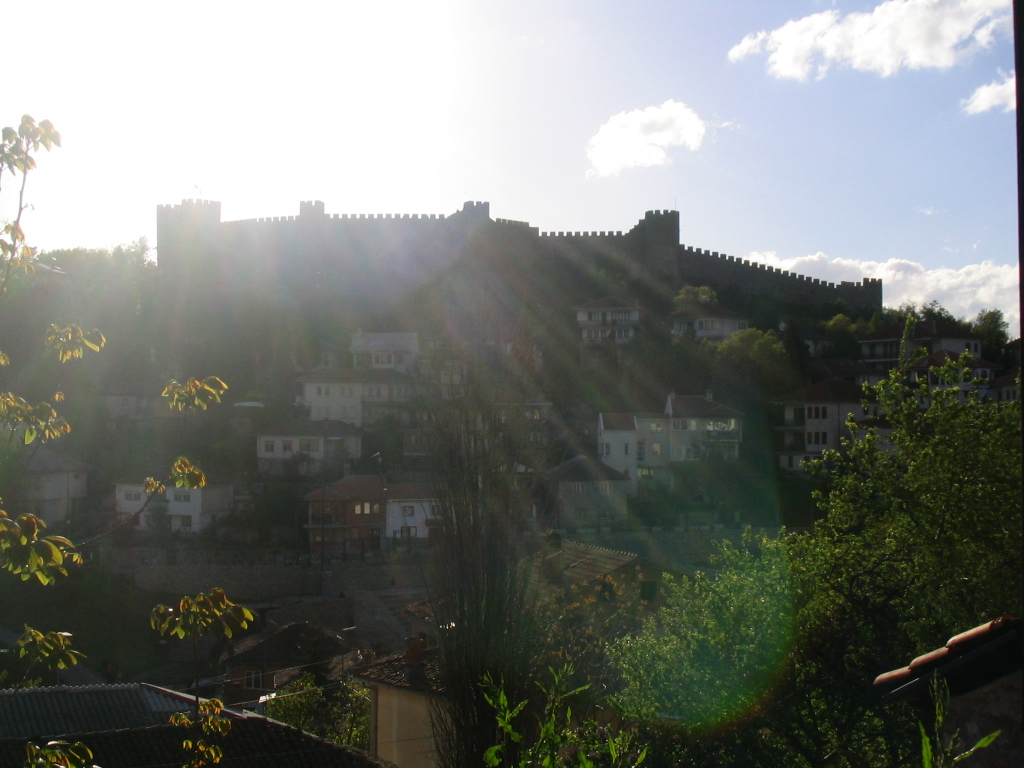
Ohrid
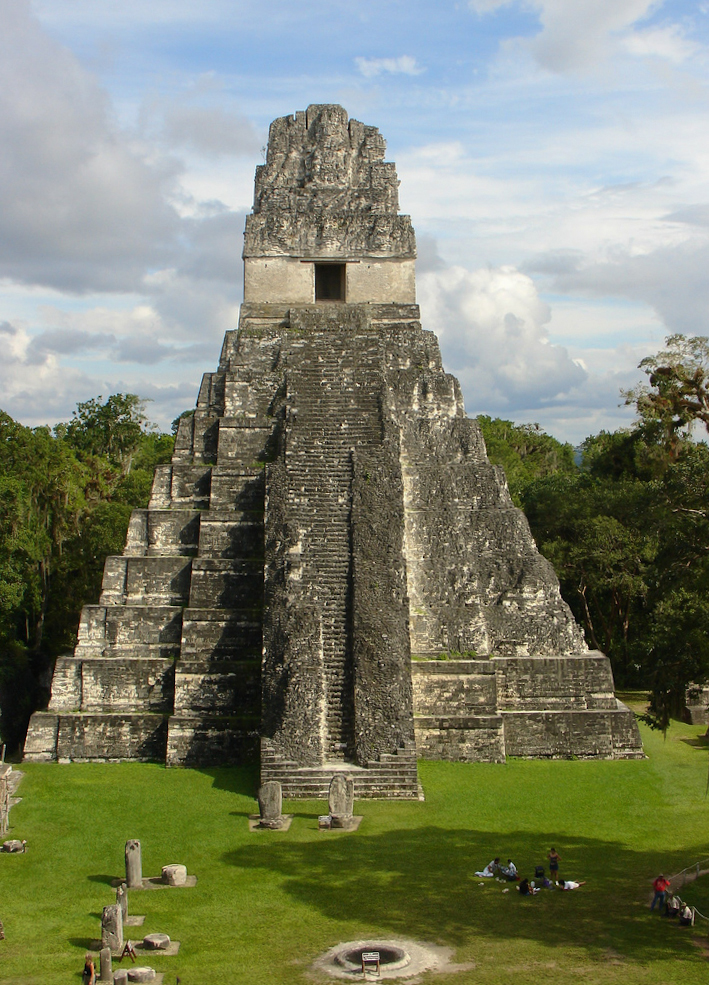
Vườn quốc gia Tikal
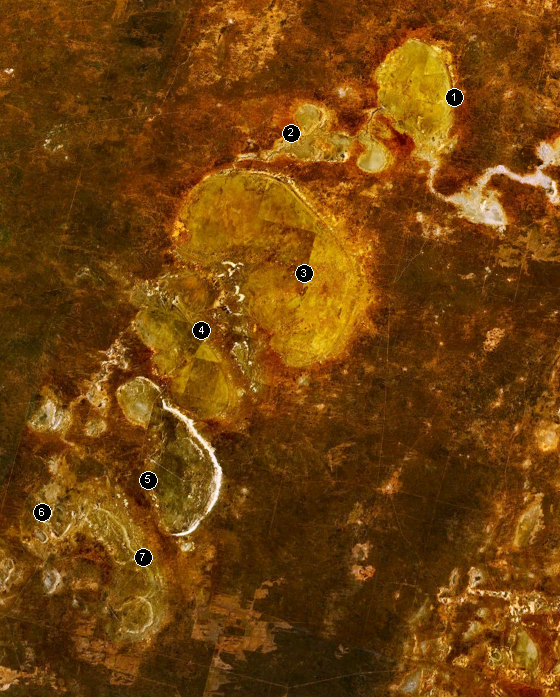
Bản đồ vệ tinh Vùng các hồ Willandra
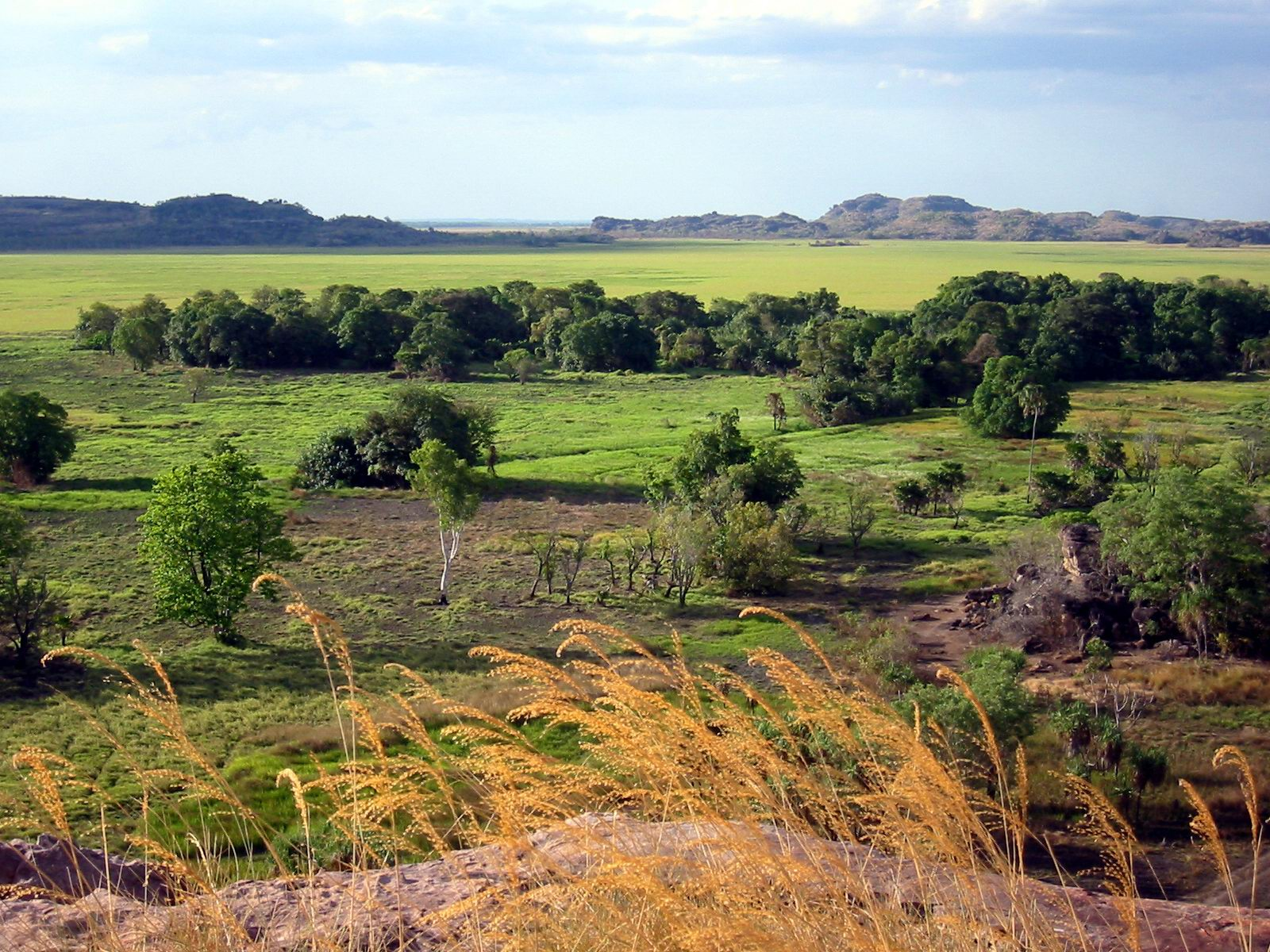
Vườn quốc gia Kakadu
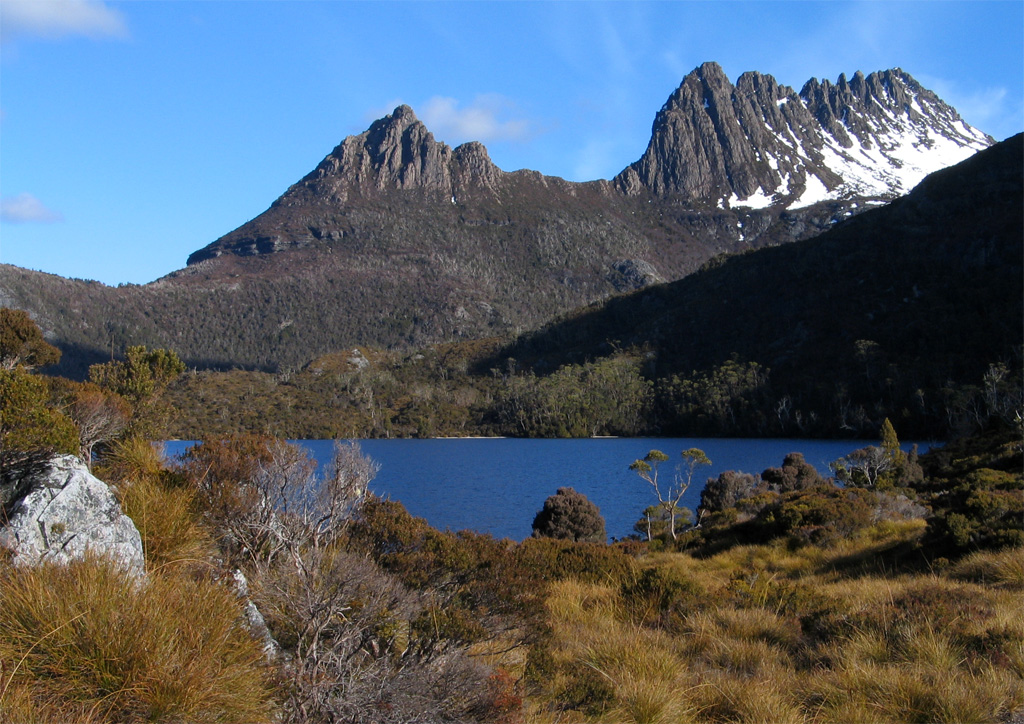
Núi Cradle và hồ Dove, Cao nguyên miền Trung thuộc Vùng hoang dã ở Tasmania
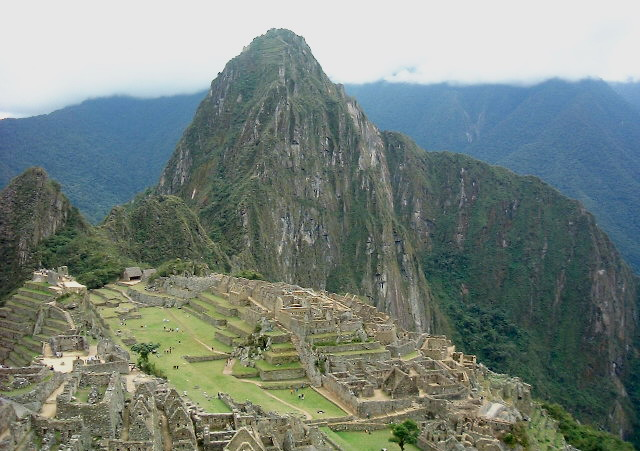
Khu bảo tồn Machu Pichu
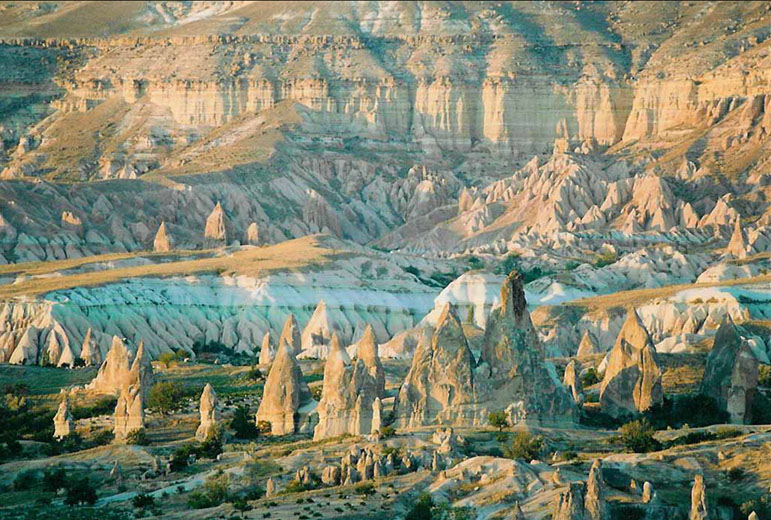
Thung lũng Göreme nằm trong Vườn quốc gia Göreme và khu núi đá Cappadocia
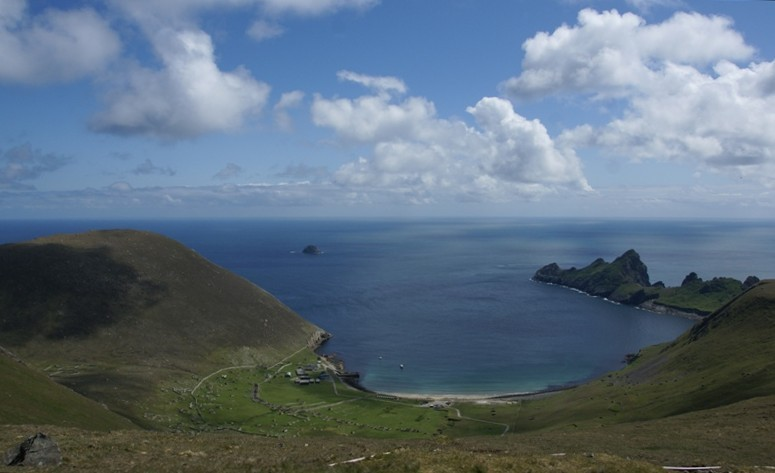
Quang cảnh tại St Kilda, Scotland
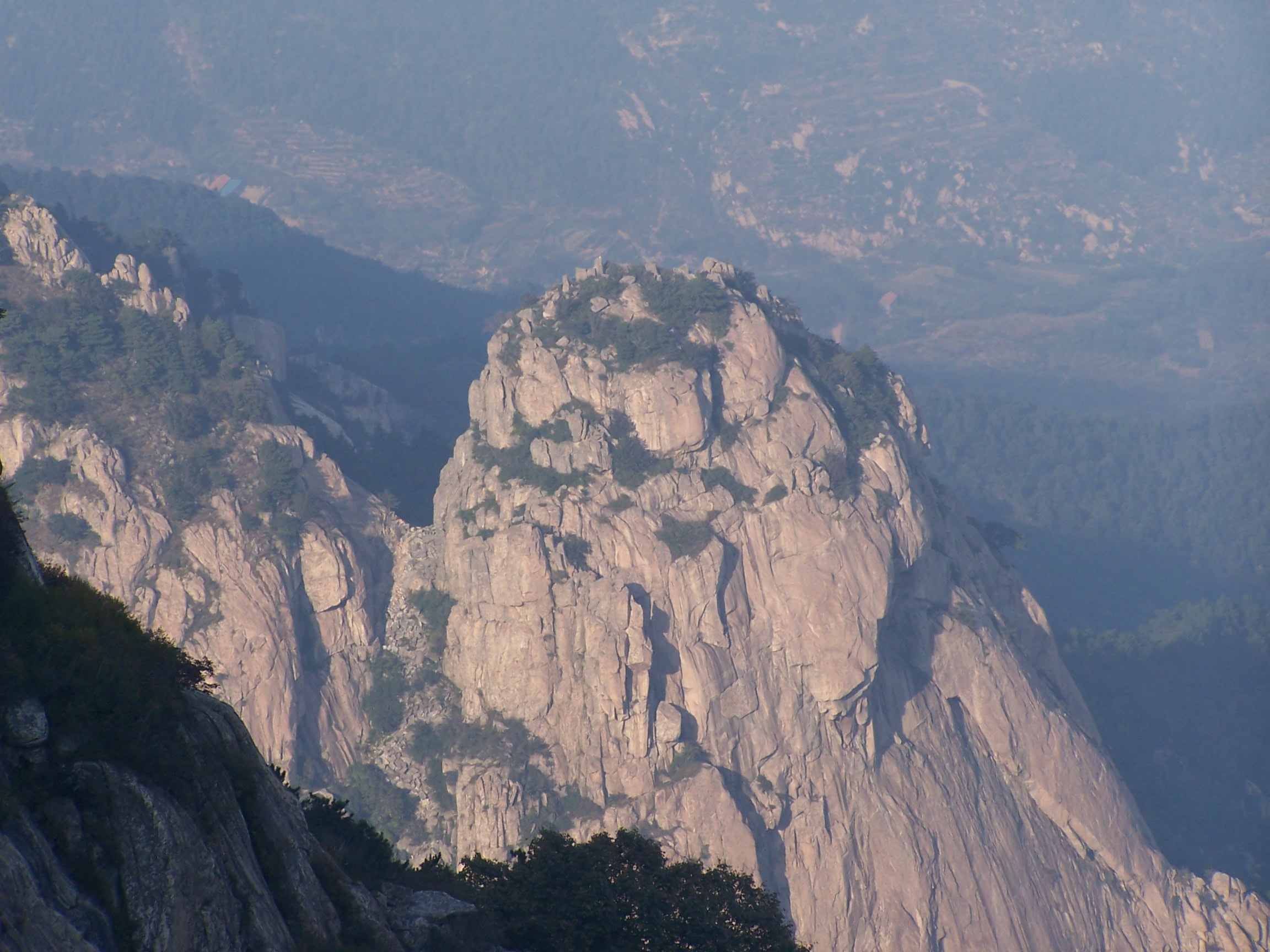
Núi Thái Sơn
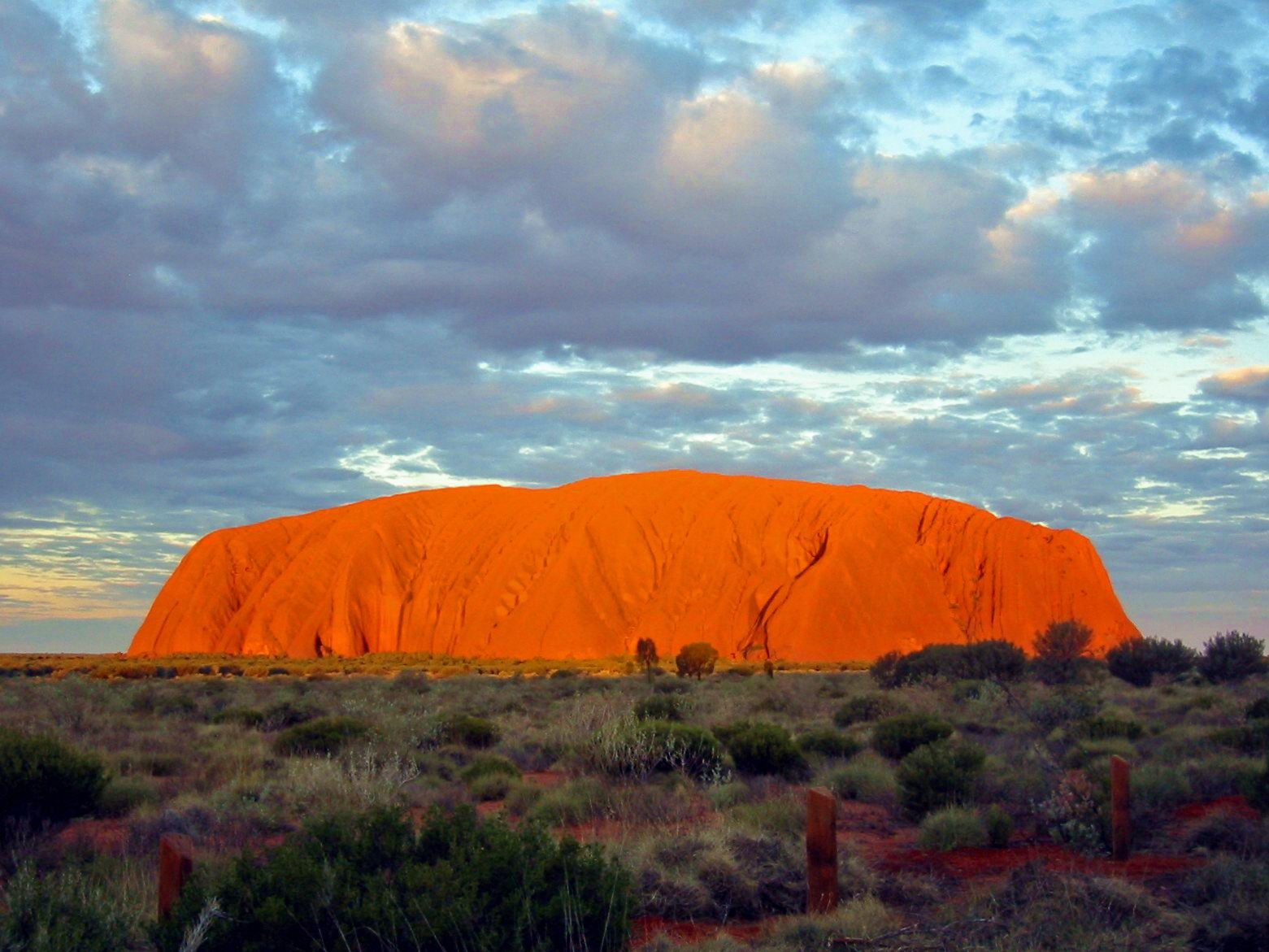
Khối núi Uluru trong Vườn quốc gia Uluru-Kata Tjuta
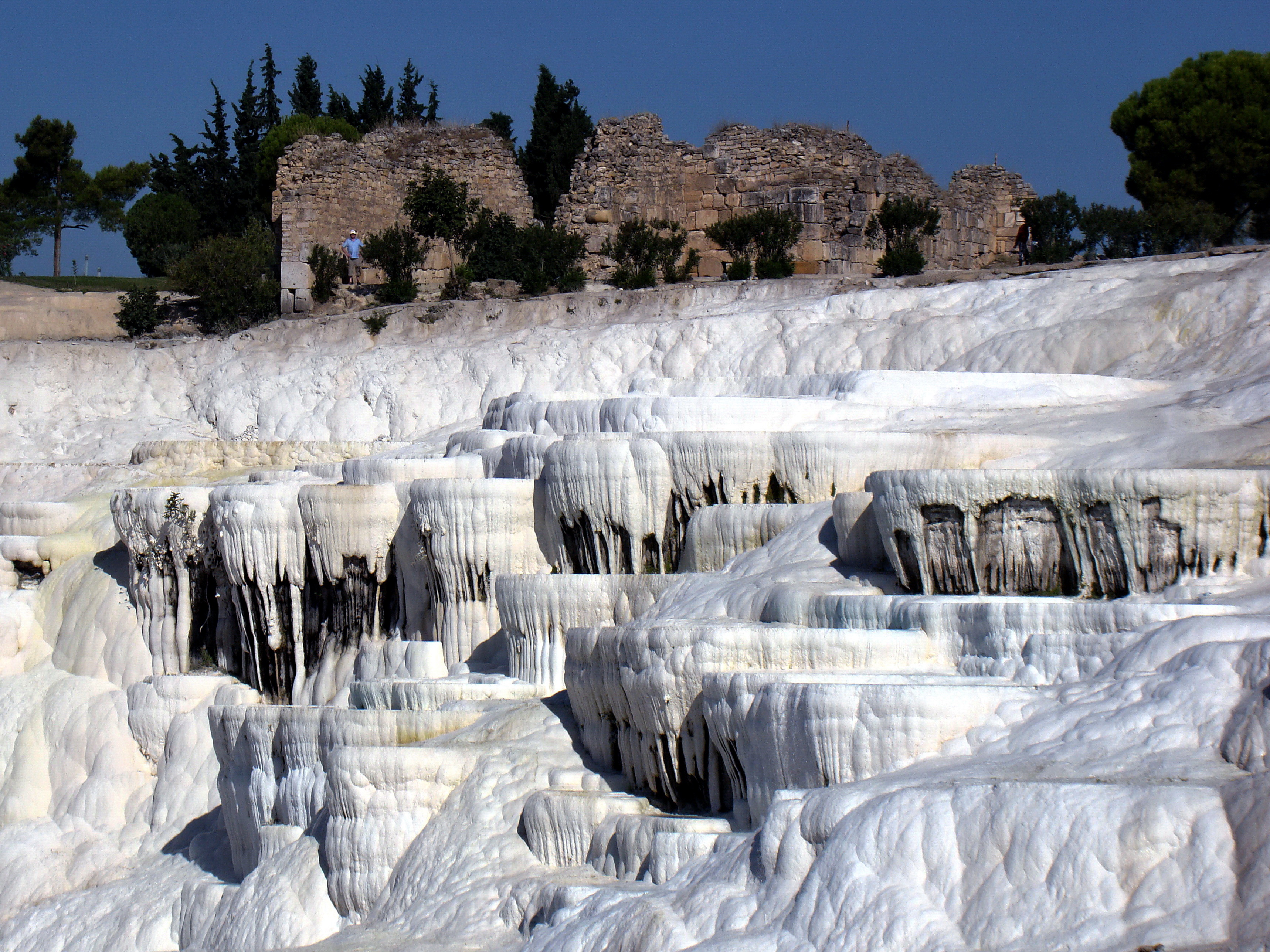
Hierapolis-Pamukkale
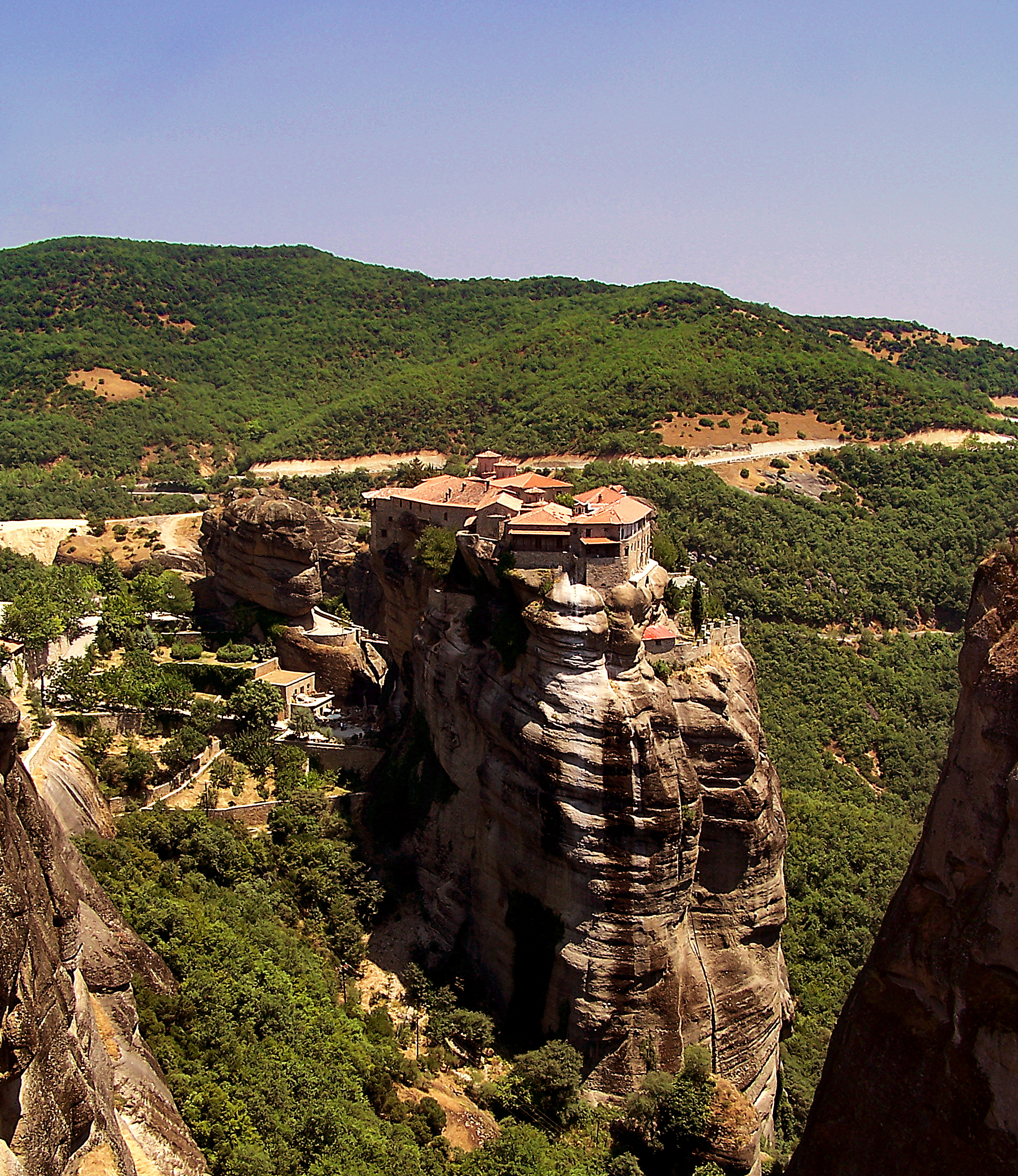
Meteora
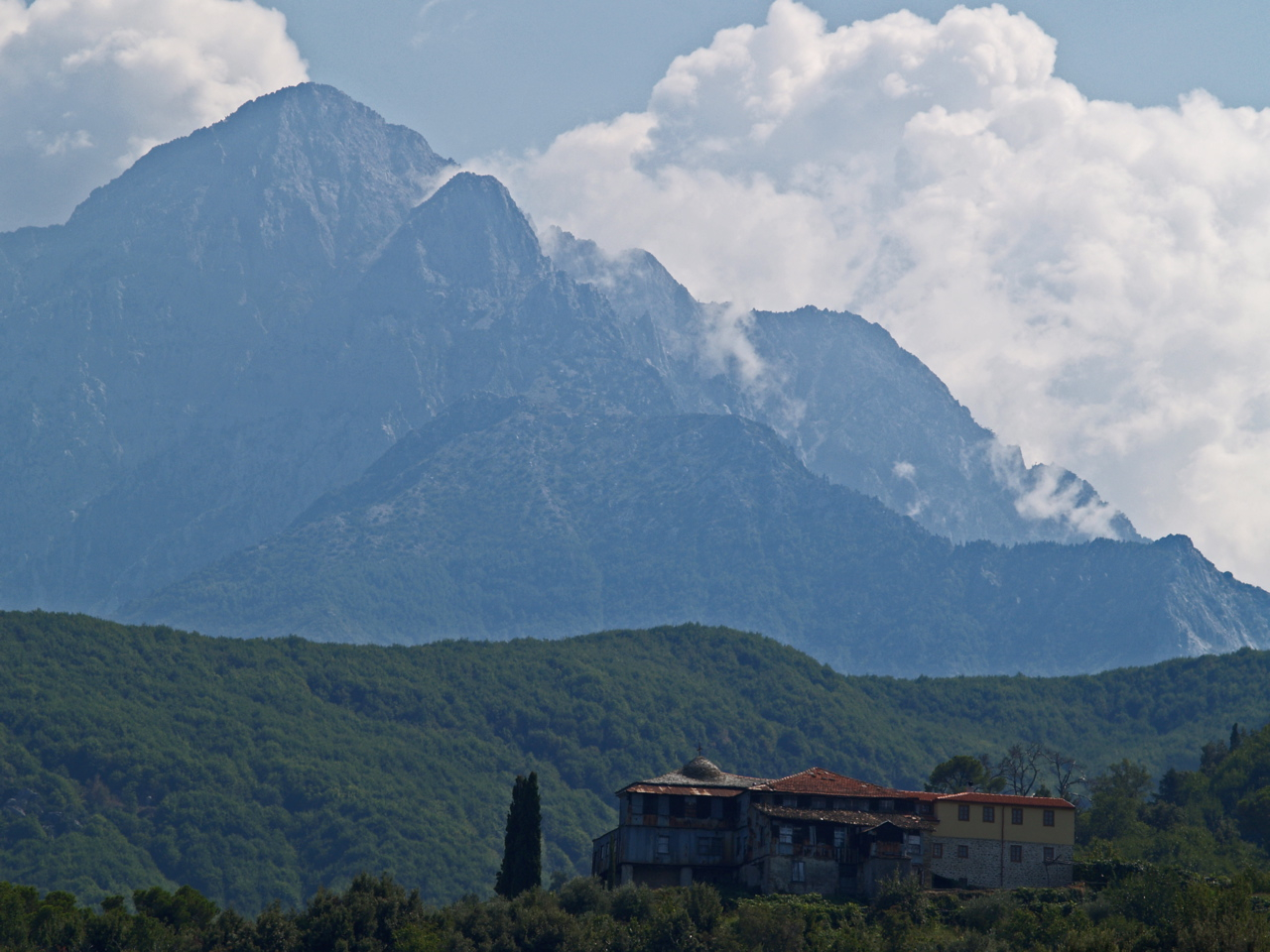
Núi Athos
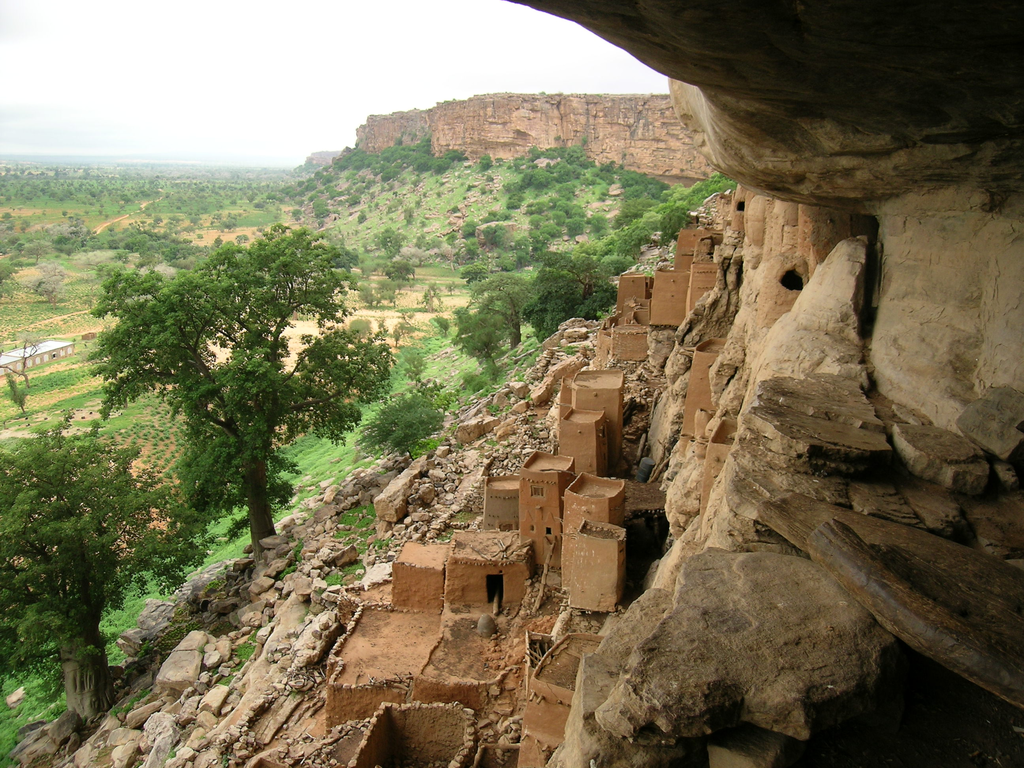
Cảnh quan văn hóa Vách đá Bandiagara, Mali
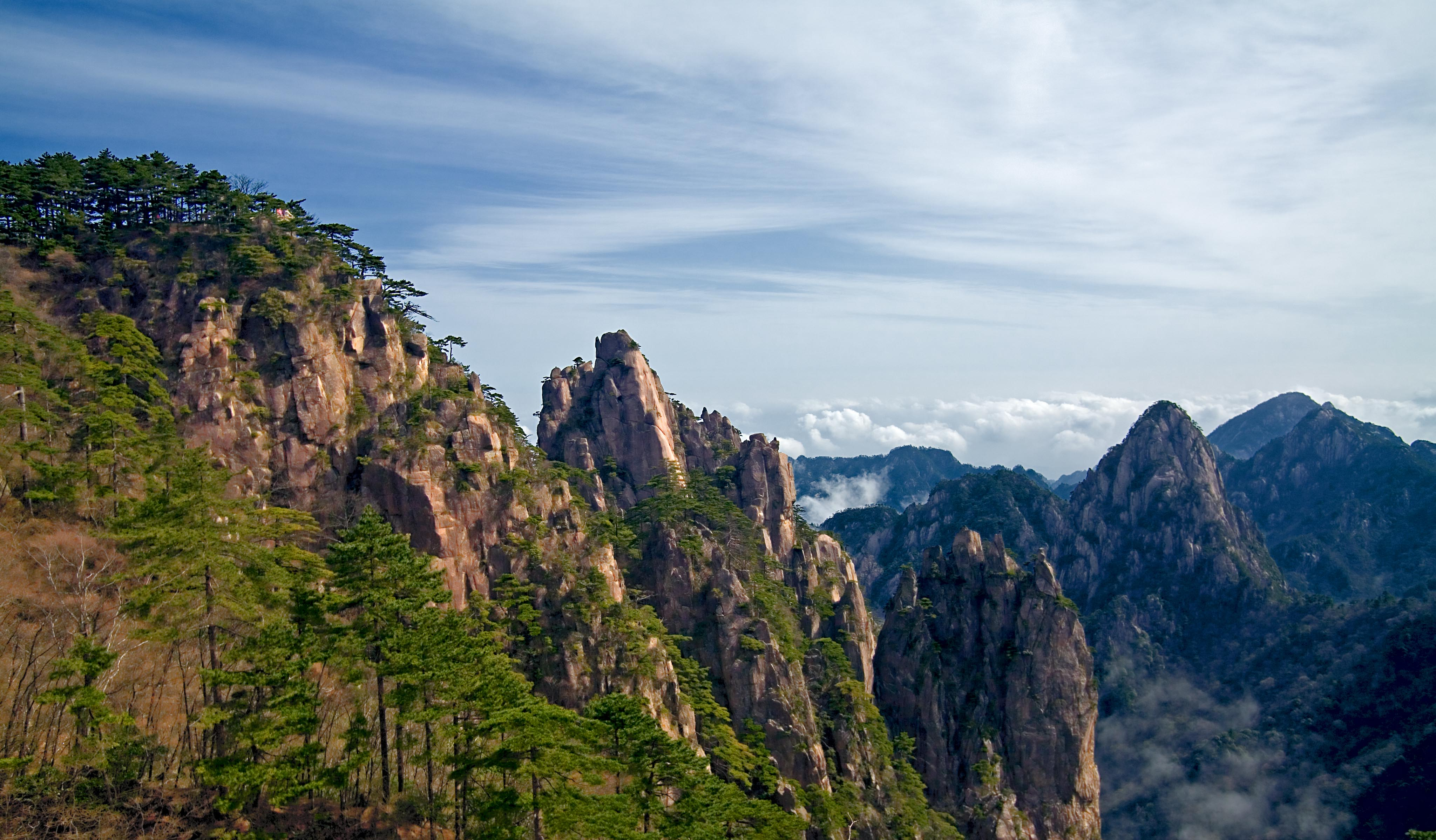
Dãy núi Hoàng Sơn
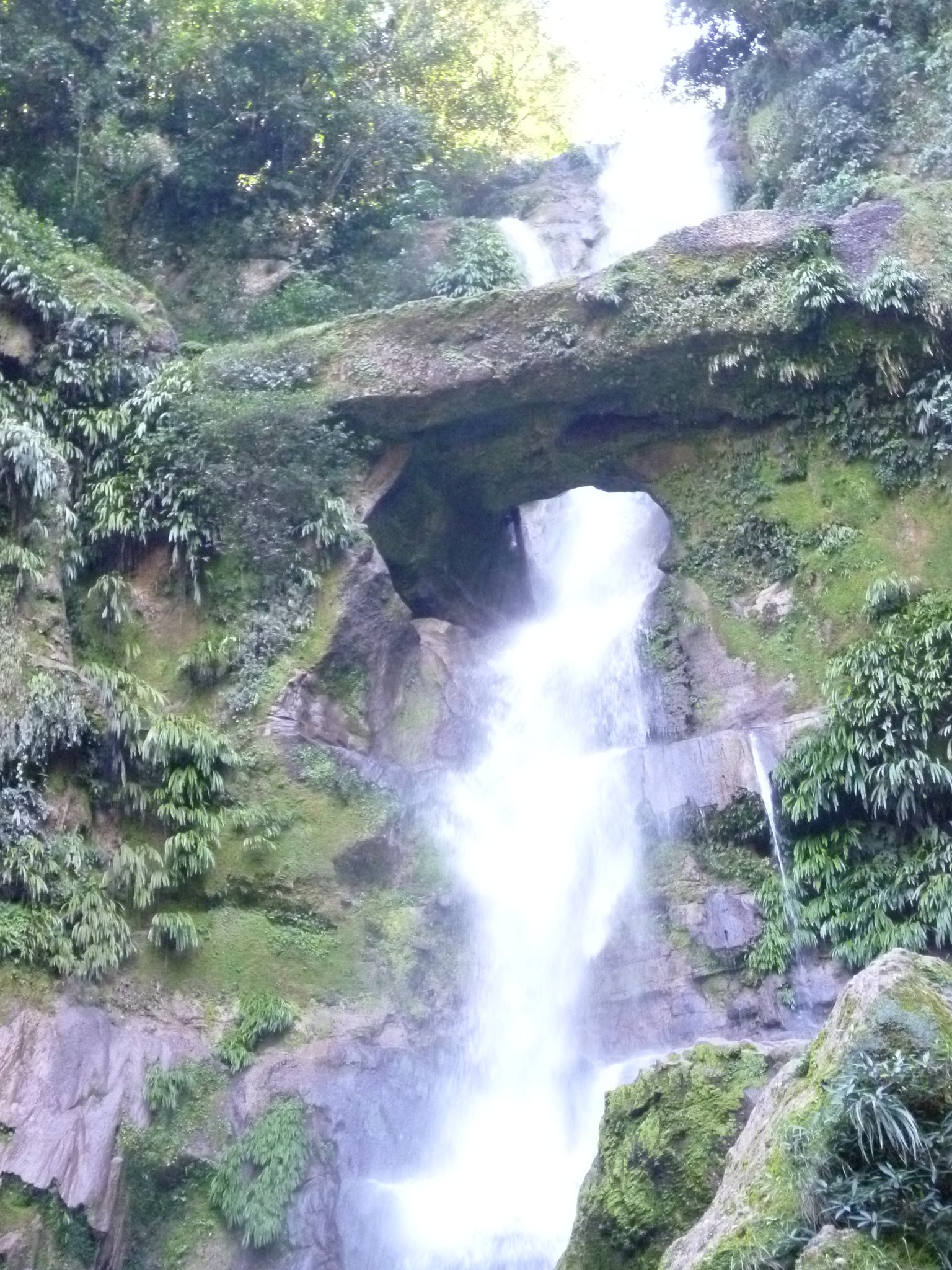
Thác nước trong Vườn quốc gia Rio Abiseo, Peru
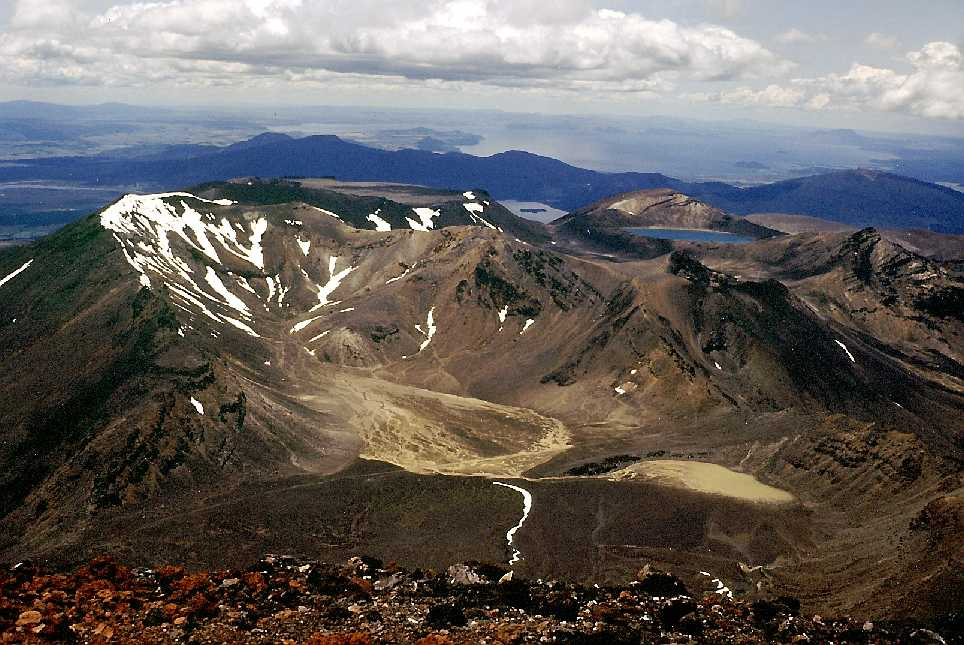
Núi Tongariro trong Vườn quốc gia Tongariro, New Zealand
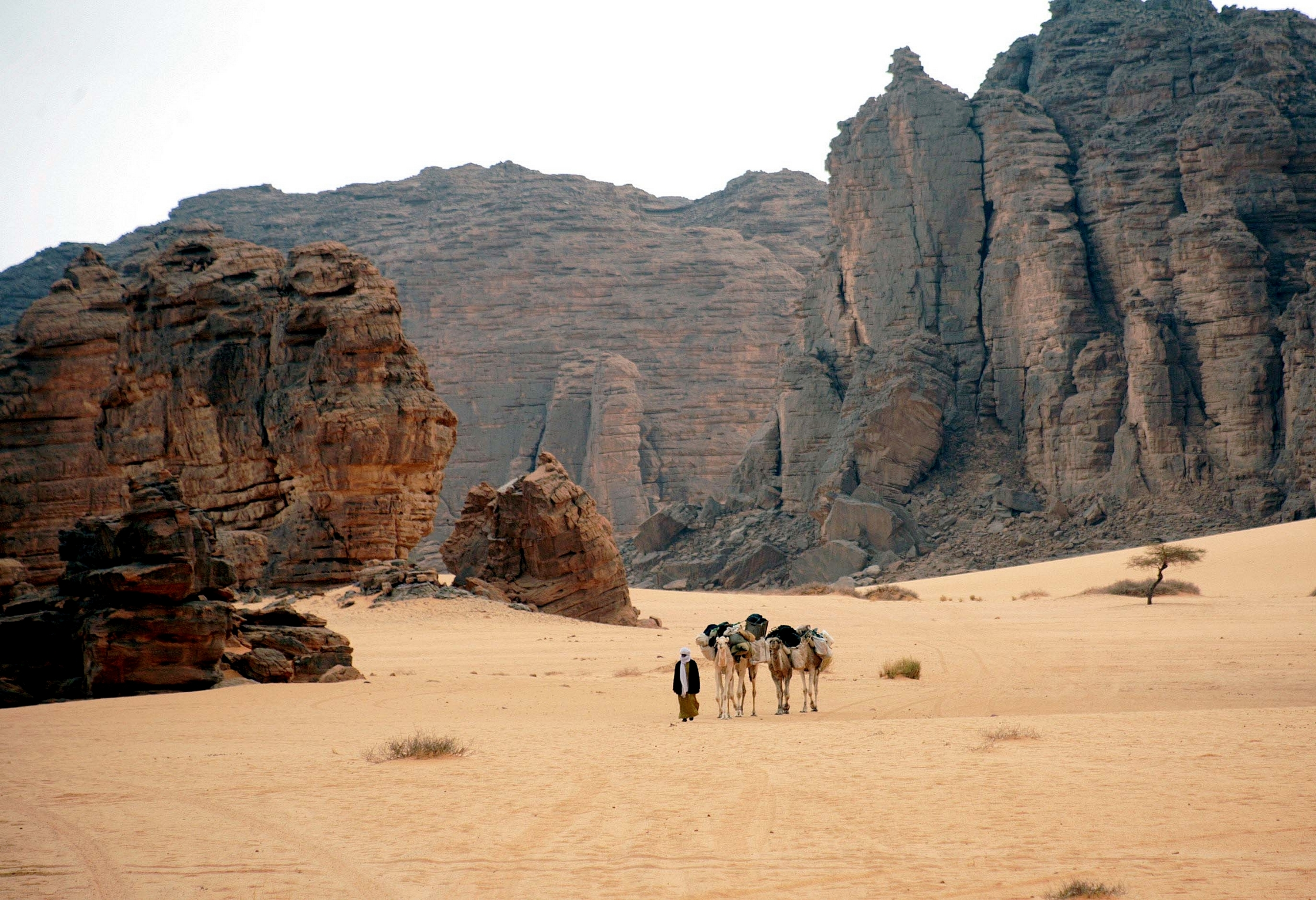
Quang cảnh hoang mạc Tassili ở Angieria
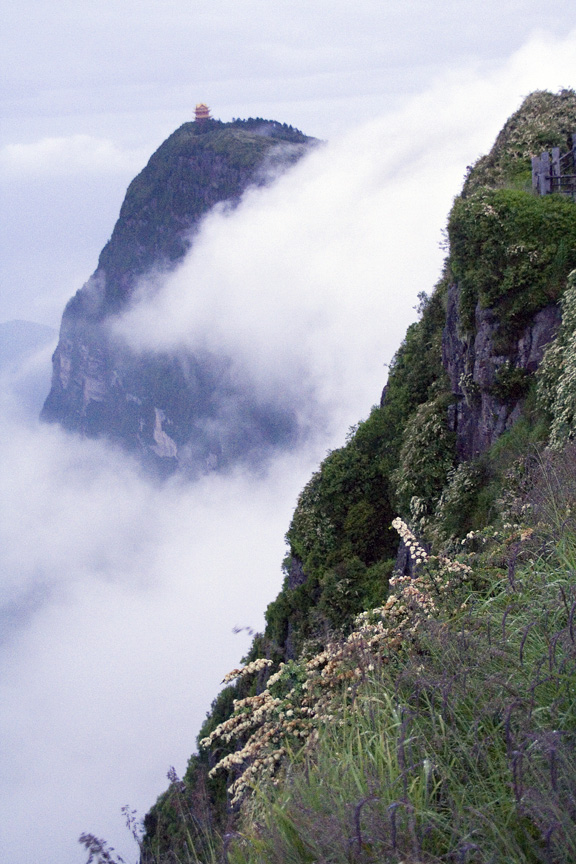
Hình ảnh ngoạn mục của Nga Mi Sơn, Trung Quốc
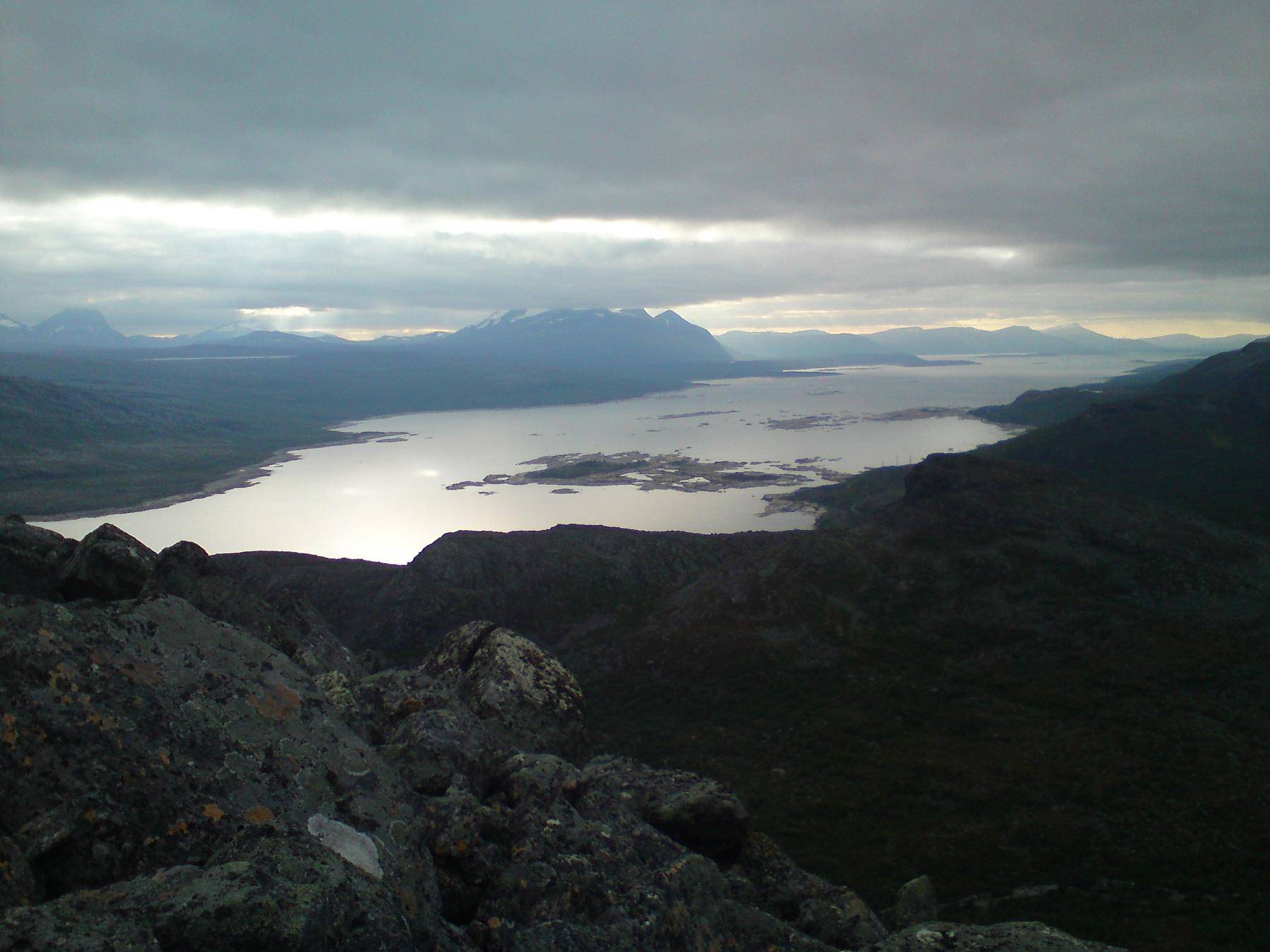
Vùng đất Laponia, Thụy Điển.
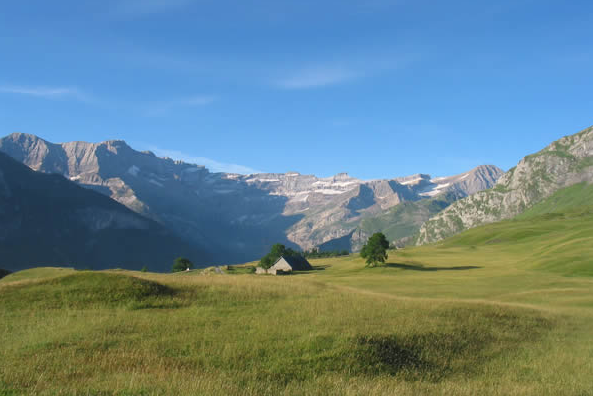
Vòng cung Gavarnie (Pháp) thuộc Pyrénées-Mont Perdu, một di sản chung giữa Pháp và Tây Ban Nha
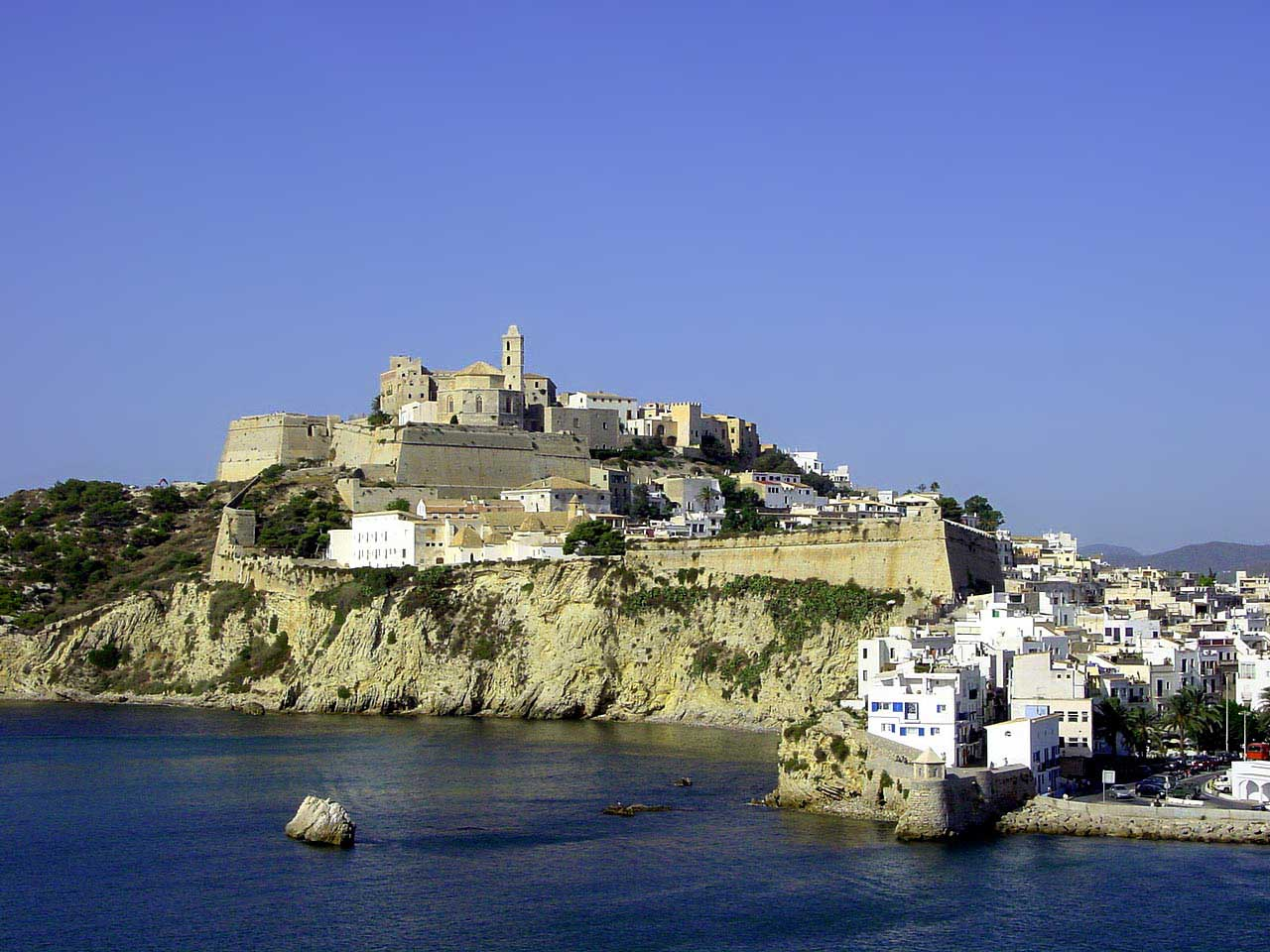
Thành cổ Ibiza, Tây Ban Nha
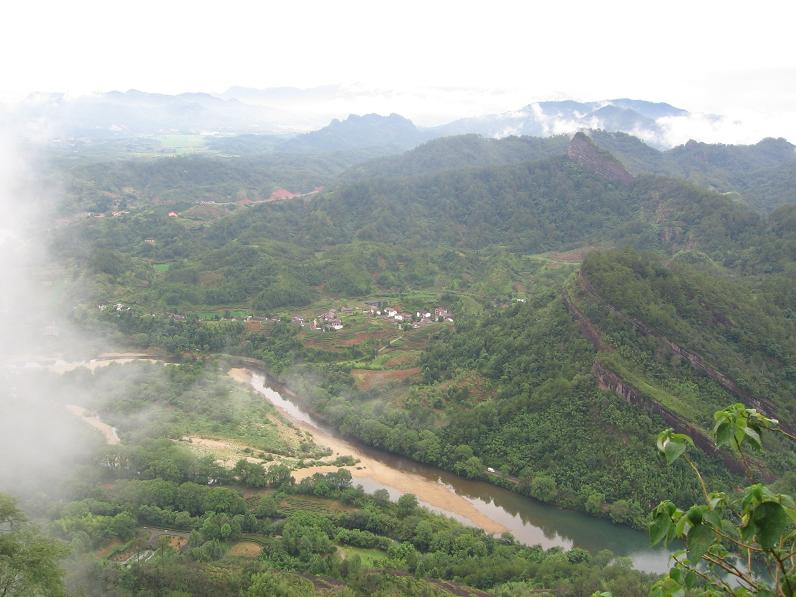
Khu thắng cảnh Vũ Di Sơn, Trung Quốc
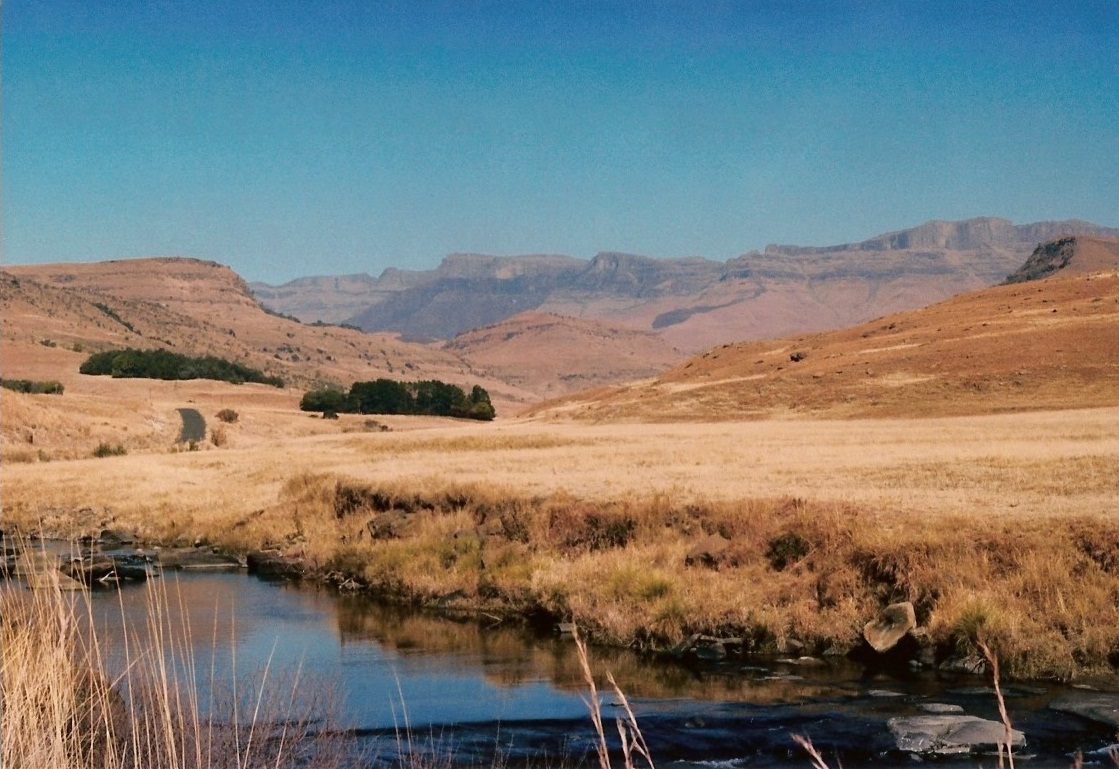
Sông Tugela và dãy Drakensberg trong Công viên uKhahlamba / Drakensberg, một phần của Di sản xuyên quốc gia Công viên Maloti-Drakensberg ở Nam Phi và Lesotho.
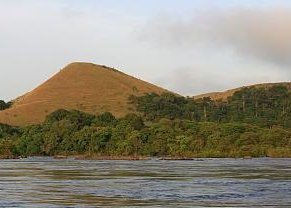
Sông trong Vườn quốc gia Lopé, Gabon
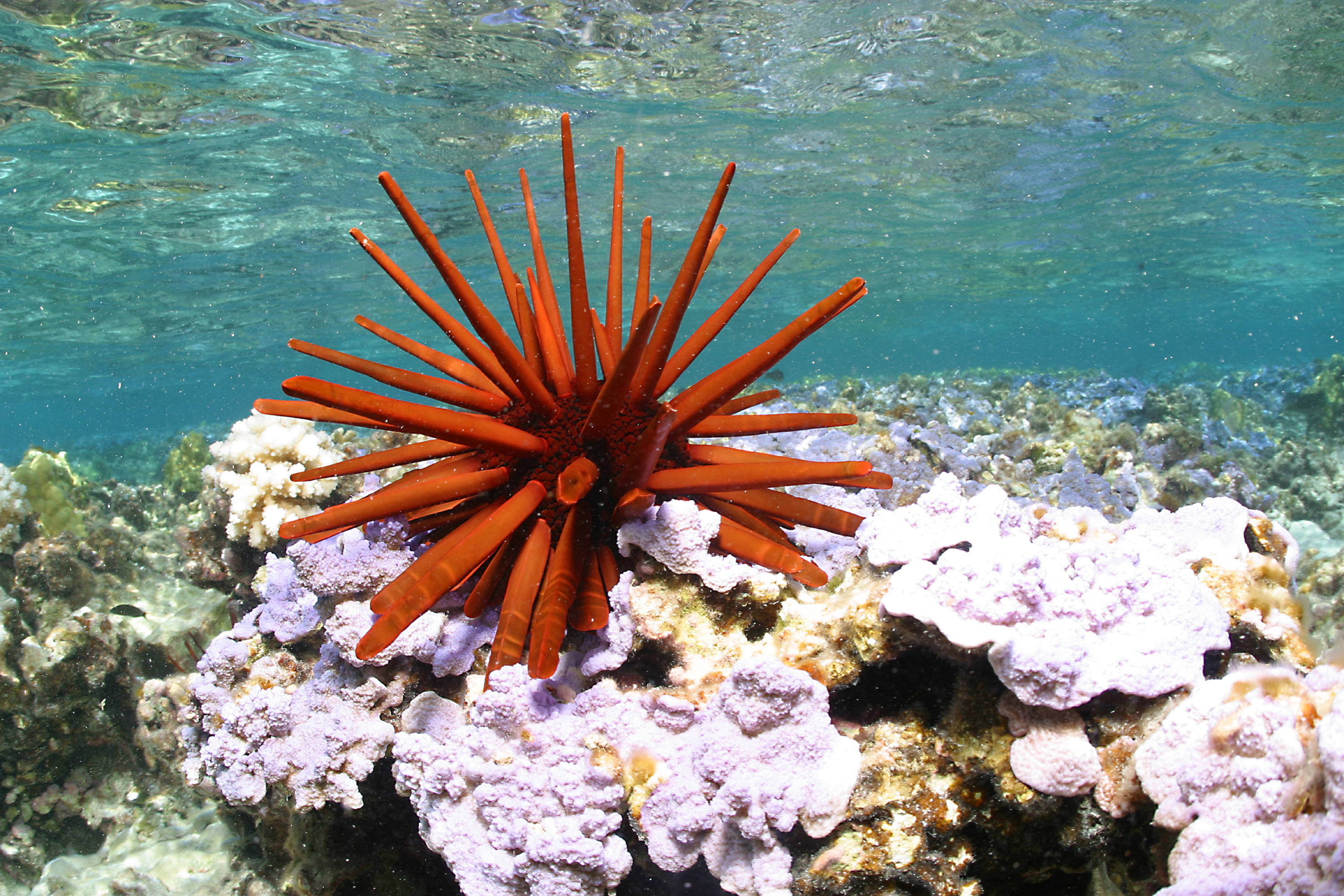
Khu bảo tồn hải dương quốc gia Papahānaumokuākea, Hoa Kỳ
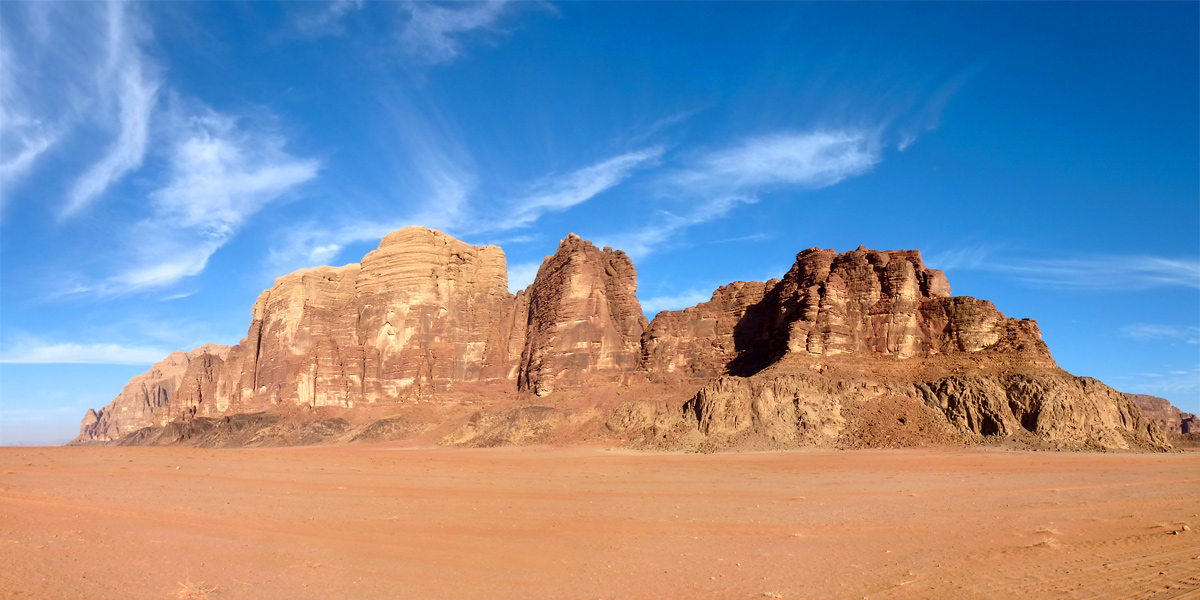
Thung lũng Mặt Trăng Wadi Rum nổi tiếng với những địa điểm khảo cổ và khối đá sa thạch tại Jordan
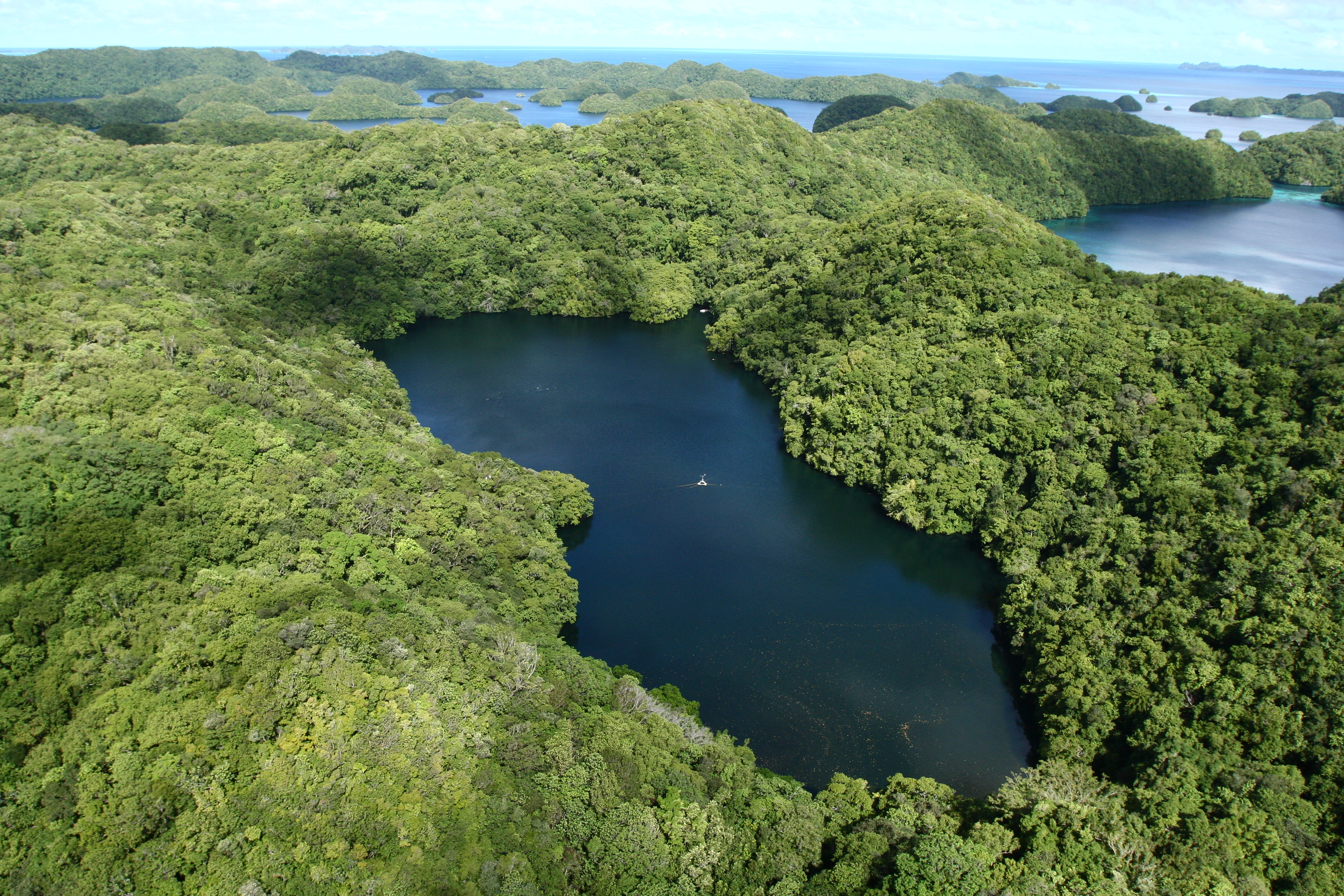
Hồ sứa trên vùng Đầm phá phía Nam quần đảo Rock, Palau.
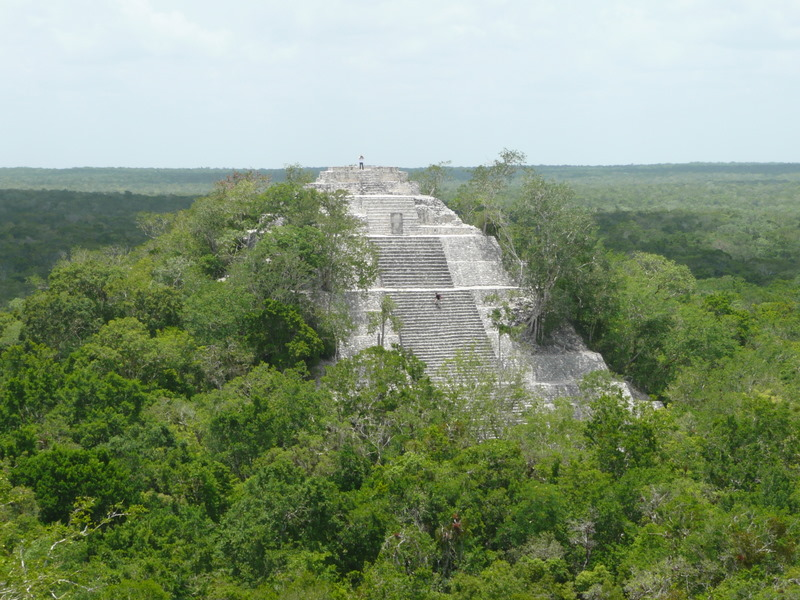
Thành phố cổ đại của người Maya và Các khu bảo vệ rừng nhiệt đới của Calakmul, Mexico
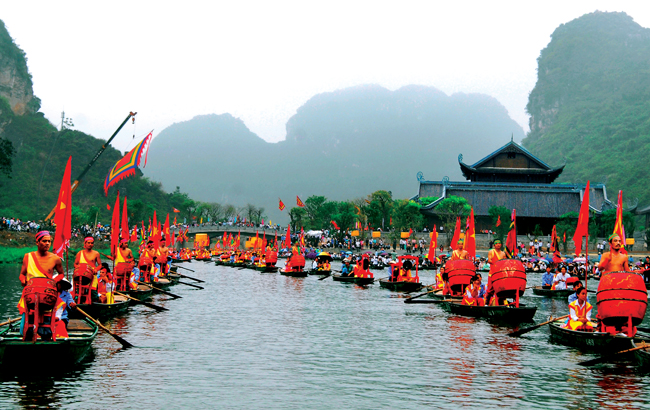
Quần thể danh thắng Tràng An
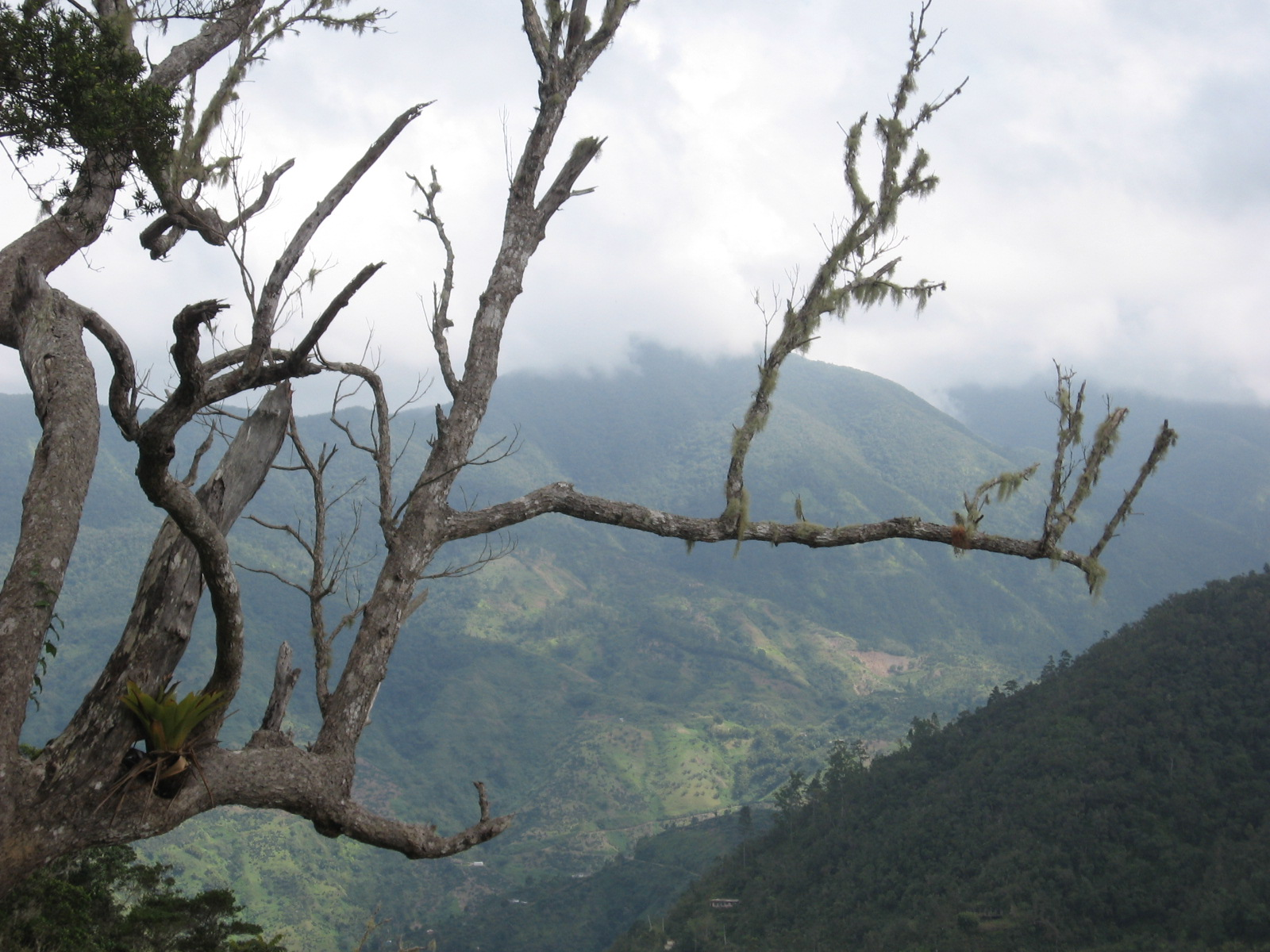
Dãy núi Blue ở Jamaica.
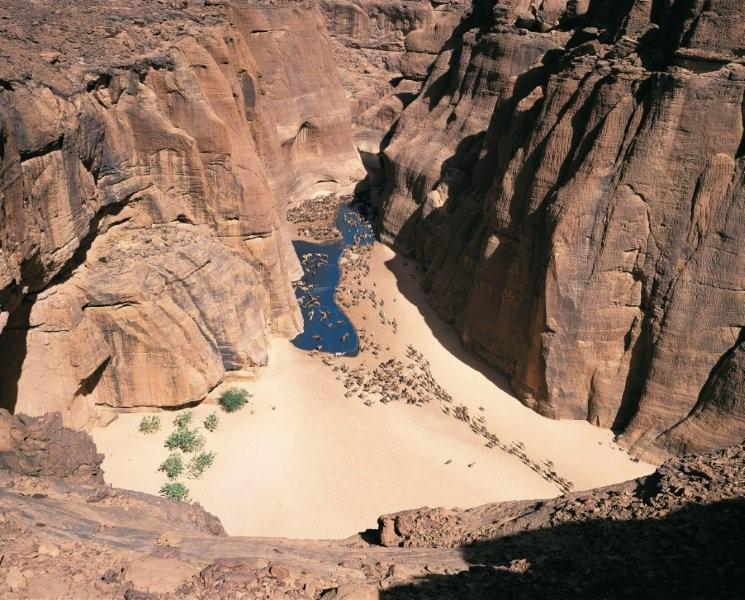
Cao nguyên Ennedi ở Tchad
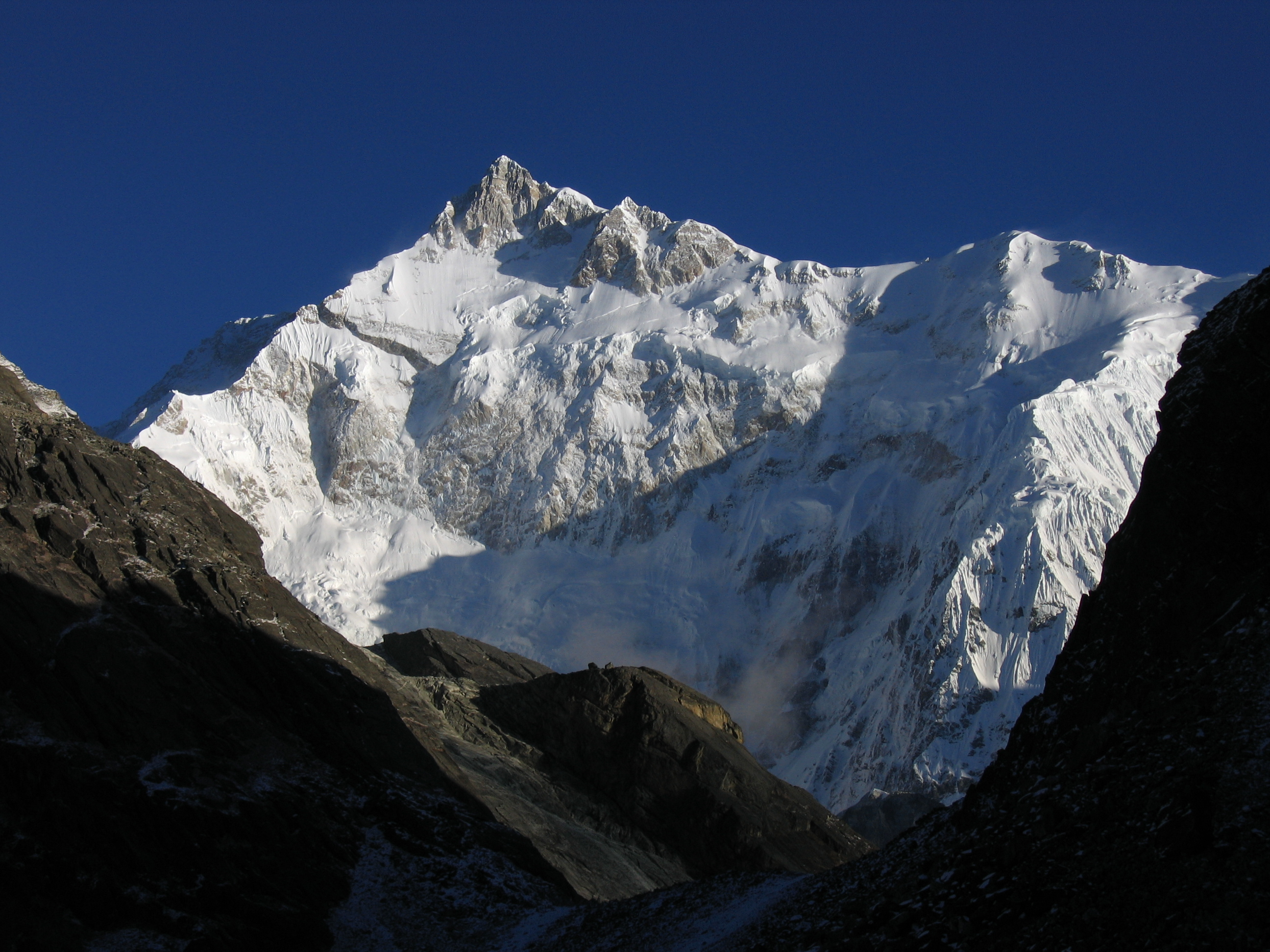
Núi Kangchenjunga trong Vườn quốc gia Khangchendzonga, di sản hỗn hợp đầu tiên của Ấn Độ
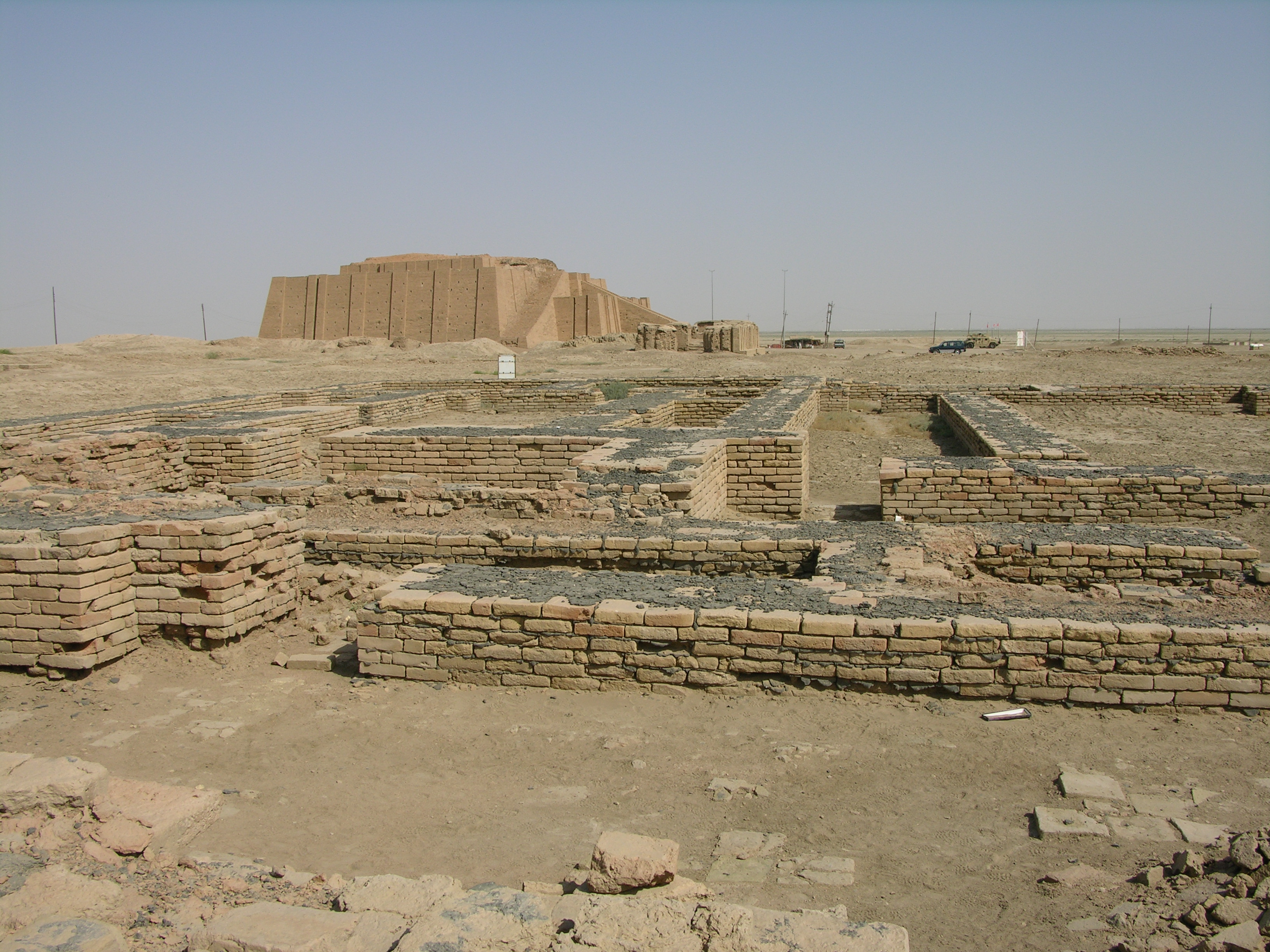
Tàn tích của Thành phố khảo cổ Ur, thuộc cảnh quan Ahwar Nam Iraq
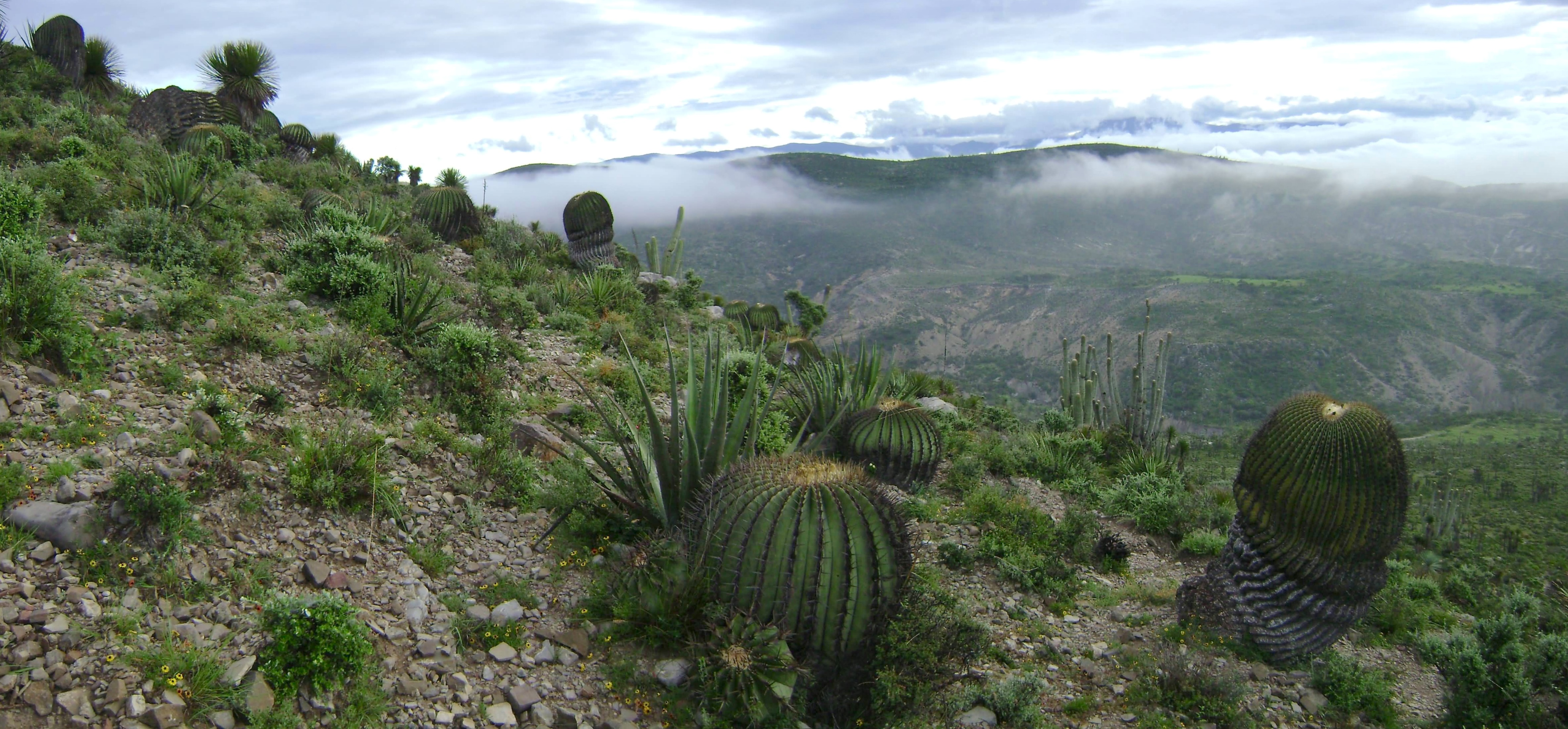
Tehuacán-Cuicatlán
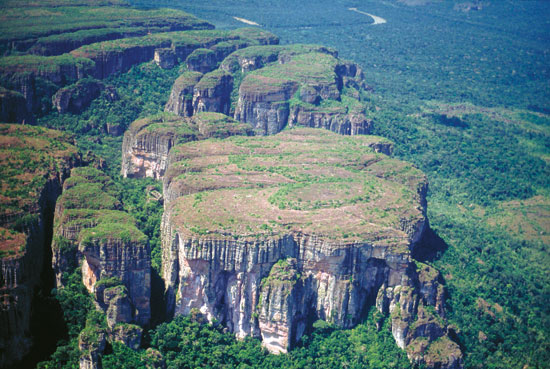
Vườn quốc gia Chiribiquete
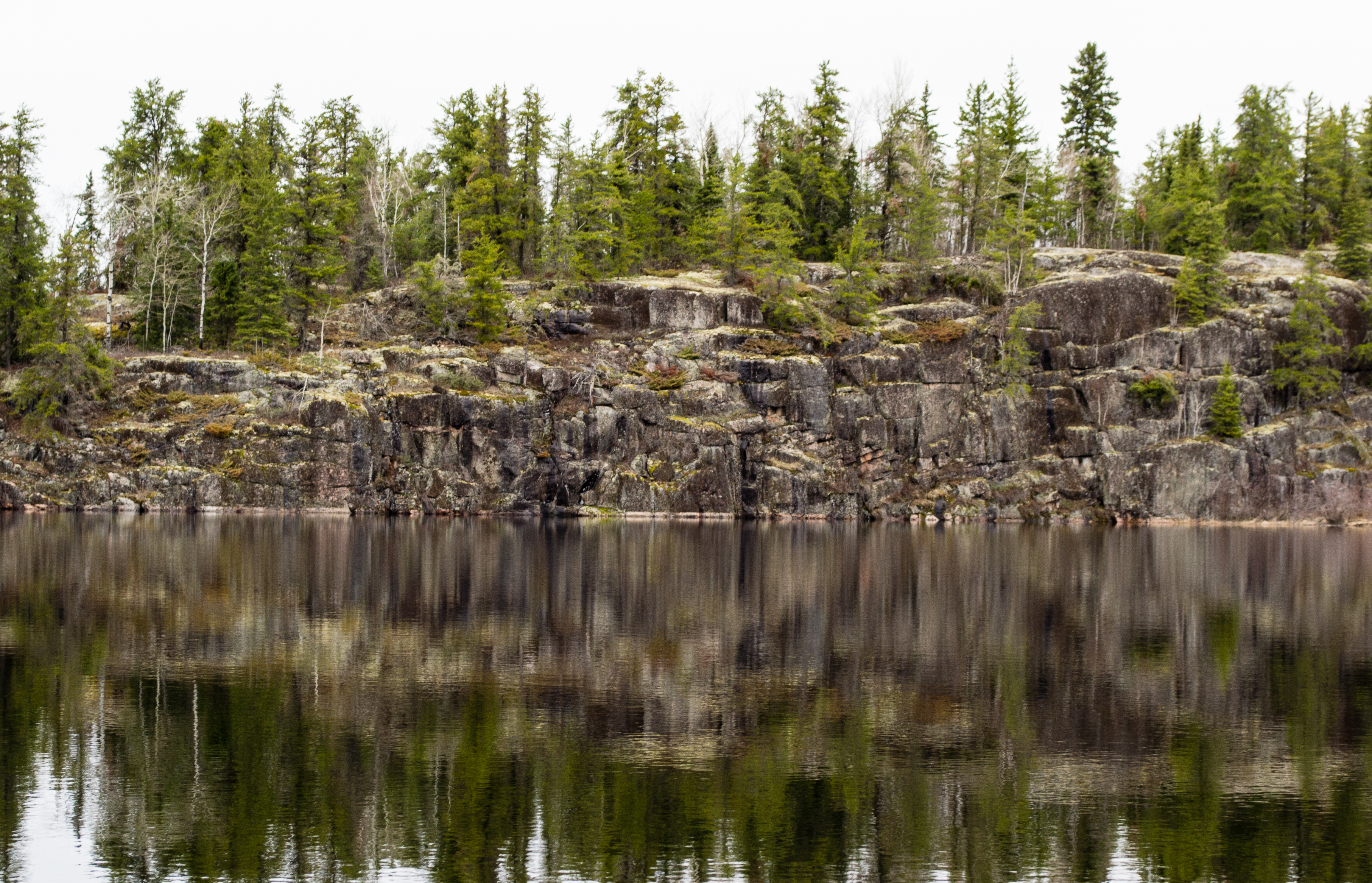
Những bức tường đá tại Công viên tỉnh Woodland Caribou, thuộc Pimachiowin Aki
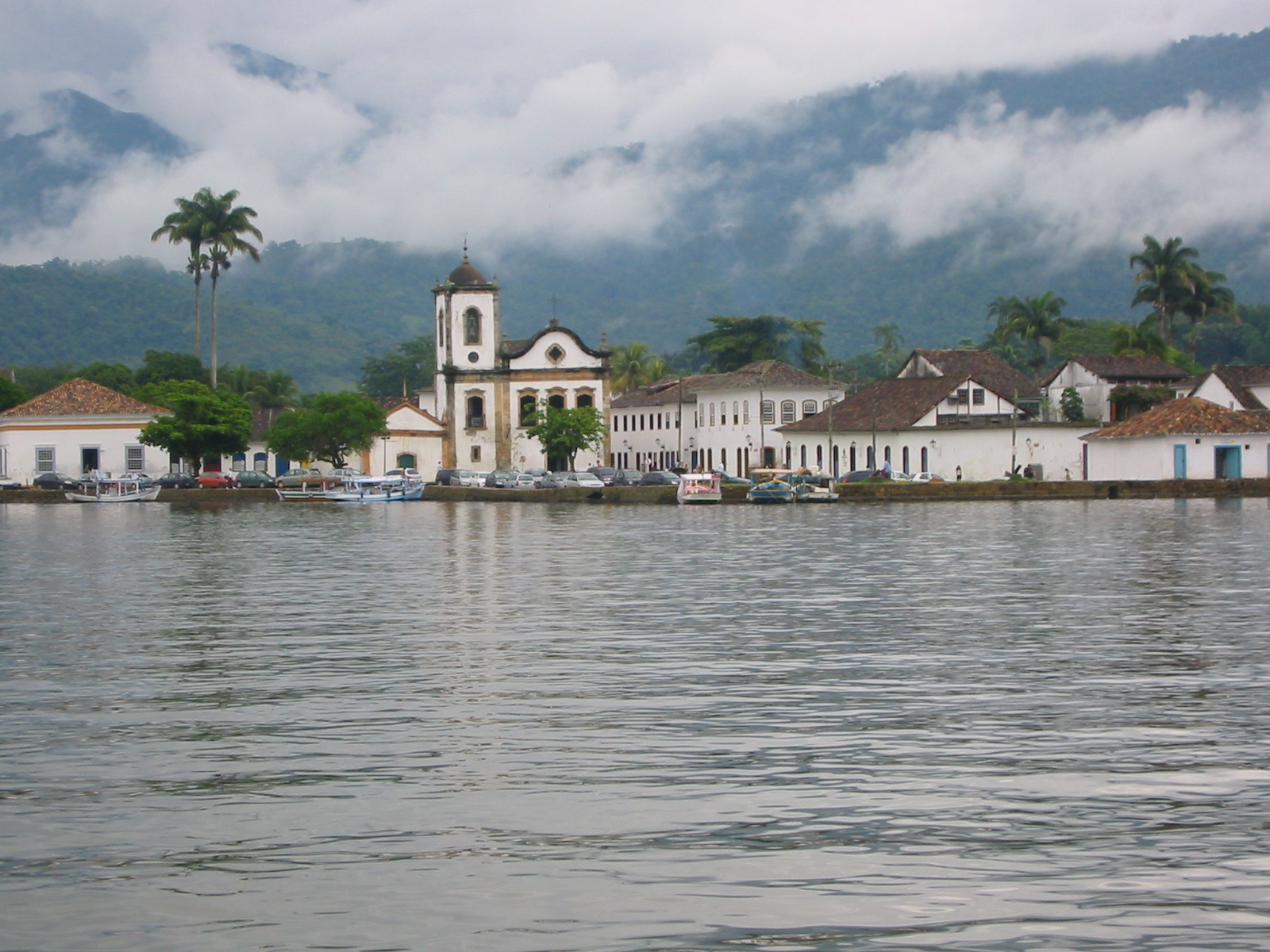
Paraty